# Vorarlberg

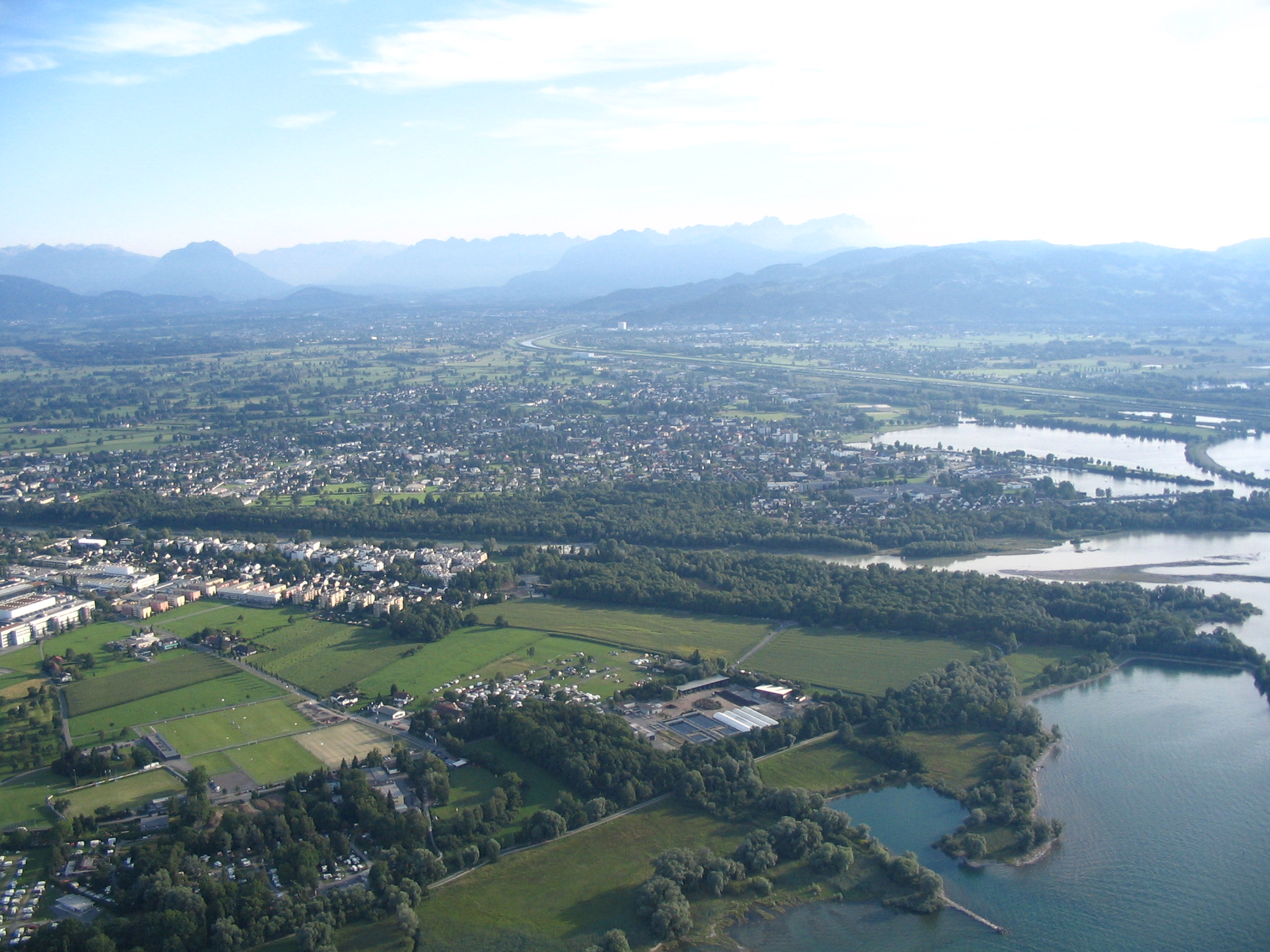
Rheintal bei Bregenz

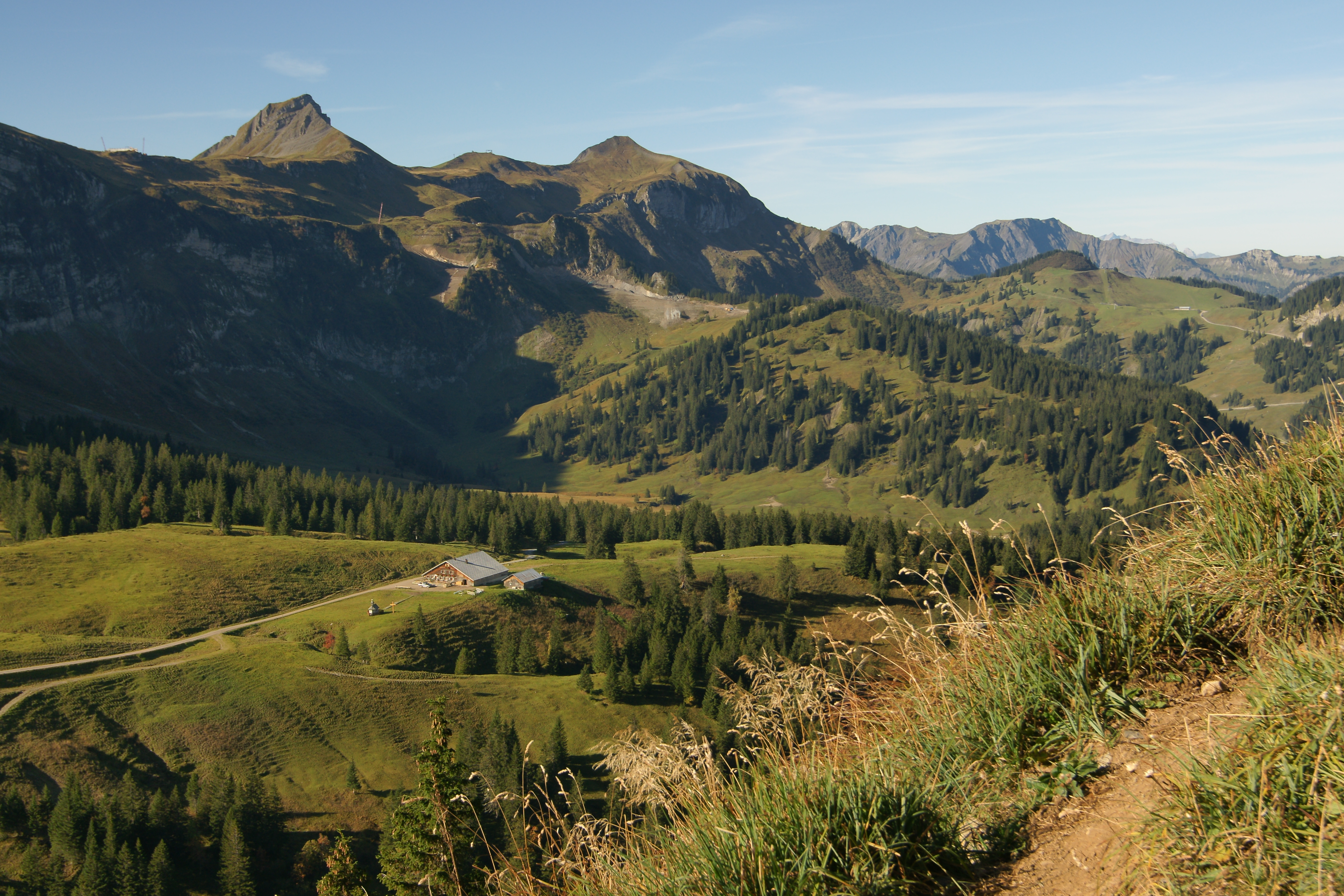
Hinterer Bregenzerwald

Vorarlberg ist ein Bundesland im Westen der Republik Österreich. Auch Ländle genannt, ist es das westlichste und flächen- sowie bevölkerungsmäßig zweitkleinste Bundesland Österreichs. Die Landeshauptstadt ist Bregenz.
In Vorarlberg werden im Alltag überwiegend hoch- und höchstalemannische Dialekte gesprochen (Vorarlbergerisch), welche, abgesehen von kleineren Sprachinseln in Tirol, im restlichen Österreich nicht vorkommen. Geografisch gesehen liegt das Land weitgehend im Einzugsgebiet des Rheins, während das Gebiet um Lech sowie das übrige Territorium Österreichs mit kleinen Ausnahmen in die Donau entwässert wird.
Der Name Vorarlberg (in Österreich normalerweise auf der zweiten Silbe betont: [foːɐ̯ˈaʀlbɛʀk], in Deutschland bisweilen auch auf der ersten: [ˈfoːɐ̯ʔaʁlbɛʁk]) leitet sich vom verkehrstechnisch ehemals wichtigen Arlbergpass ab. Aus Sicht des alten Reiches und der Stammburg der Habsburger im Kanton Aargau liegt das Gebiet „vor“ dem Arlberg. Der Name Vorarlberg wird seit Mitte des 18. Jahrhunderts für die zu einem Land zusammengewachsenen ehemaligen habsburgischen Besitzungen zwischen Alpenrhein und Arlberg verwendet.

## Geographie
Die Fläche Vorarlbergs wird im Allgemeinen mit 2.601,68 km² angegeben. Ohne die Fläche des Hohen Sees des Bodensees, der nach der in Österreich und Deutschland vorherrschenden Kondominiumstheorie völkerrechtlich von allen Anrainerstaaten gemeinsam verwaltet wird, beträgt die Landesfläche allerdings nur 2.596 km².
Das Land liegt zwischen dem Bodensee und dem Alpenrhein im Westen, den Lechtaler Alpen, dem Arlberg und der Verwallgruppe im Osten, den Gebirgszügen des Rätikons und der Silvretta im Süden und dem Allgäu im Norden. Die Gebirge nördlich des Klostertals und des Arlbergs werden zu den Nördlichen Kalkalpen gezählt.

### Tektonik
Das Land liegt im Einflussbereich mehrerer Bruchzonen, die von der Drift der afrikanischen unter die eurasische Kontinentalplatte verursacht werden. Dadurch kommt es immer wieder zu spürbaren Erdbeben, sowohl mit Epizentren in Vorarlberg als auch vom Ausland her einstrahlend, vor allem aus der Schweiz. Solche Zonen liegen unter dem Rhein- und Klostertal, im Bereich des Spullersees sowie dicht unter der Erdoberfläche bei Lech und setzen sich in der Inntal-Scherzone nach Osten in Tirol fort. Im Durchschnitt aller etwa 30 Jahre gibt es in Vorarlberg ein kräftiges Beben, das zu leichten Gebäudeschäden führt. 1965 gab es ein Beben der Magnitude 4 bei Dalaas, 1992 eins mit Magnitude 4,3 (EMS 6 bis 7 = leichte bis mittlere Gebäudeschäden) mit Epizentrum bei Feldkirch und 1996 zwei ähnlich starke Beben unter Lech sowie 2016 eins mit M = 3,6 unter Klösterle. Ein Beben mit M = 3,3 am 20. März 1998  mit einem Epizentrum bei Bludesch wurde aufgrund der geringen Herdtiefe als starkes Beben (EMS = 5) wahrgenommen und lag noch unter der Schadensgrenze. Zuletzt erschütterten Anfang 2018 zwei bis nach Innsbruck und Basel wahrgenommene Beben mit einer Magnitude von jeweils 3,9, ausgehend von der Störung am Spullersee, Vorarlberg. Das Land ist in einer für Österreich gültigen Skala von 0 bis 4 zu etwa zwei Drittel in die Erdbebengefährdungszone 1 eingestuft, das westlich einer Linie Brandner Tal – Bludenz – Reuthe – Pfänder gelegene Drittel zählt zur Zone 2 („vereinzelt größere Gebäudeschäden“ möglich).

### Talschaften
Das gebirgige Vorarlberg wird geographisch vor allem durch die Täler und deren Flüsse strukturiert:
- Das Vorarlberger Rheintal (Alpenrhein) und der Walgau (Ill) sind die bevölkerungsreichsten Gebiete.

Weitere bewohnte Täler und deren Flüsse sind:
- das Montafon (Ill)
- das Silbertal (Litz)
- das Gargellental
- das Klostertal (Alfenz)
- das Brandnertal (Alvier)
- das Große Walsertal (Lutz)
- das Laternsertal (Frutz)
- das Ebniter Tal (Dornbirner Ach)
- das Leiblachtal (Leiblach)
- der Bregenzerwald (Bregenzer Ach)
- das Kleinwalsertal (Breitach)
- das Hochtannberggebiet oder Lechtal (Lech) in der Arlberg-Region

Siehe auch:
- Liste der Täler in Vorarlberg: Bewohnte und unbewohnte Täler
- Liste der Schluchten in Vorarlberg: Klammen, Schluchten und felsige Durchbrüche, oft am Ende von Seitentälern

### Klima
Vorarlberg ist ein niederschlagsreiches Land. Die durchschnittliche Jahresniederschlagshöhe beträgt hier rund 1900 mm und ist somit etwa dreimal so hoch wie im Burgenland. Regional gibt es noch deutliche Schwankungen: In Bregenz beträgt der durchschnittliche Jahresniederschlag 1644 mm, im durch einige Gebirgsketten von der Nordwestanströmung geschützten Montafon weniger (Tschagguns: 1238 mm), am Bödele hingegen 2364 mm und in den Gipfellagen von Bregenzerwald und Lechquellengebirge waren es im Beobachtungszeitraum 1961 bis 1990 2700 mm bis 3000 mm. Die Gebiete um Warth und im Weststau des Arlbergs gelten als „Schneelöcher“, Damüls als das „schneereichste Dorf der Welt“. Hochwasser ist in Vorarlberg das Naturereignis mit dem größten Schadenspotential.

### Großraumgebiete
Vorarlberg wird in mehrere Großräume eingeteilt, die meistens verkehrstechnisch oder -planerisch zusammenhängen. Den wichtigsten dieser Großräume bildet das von Bregenz bis Feldkirch verlaufende Vorarlberger Rheintal, welches mit knapp 250.000 Einwohnern das größte Ballungszentrum Vorarlbergs darstellt. Damit konzentrieren sich rund zwei Drittel der Vorarlberger Bevölkerung auf dieses Gebiet im äußersten Westen des Landes.
Die zweitgrößte Region ist der Walgau mit rund 48.000 Einwohnern. Weitere Regionen sind der Bregenzerwald, das Montafon, die Bodenseeregion inklusive Leiblachtal sowie das Große Walsertal. Eine geografische Besonderheit bildet das Kleinwalsertal, das verkehrsmäßig von Österreich aus nicht erreichbar und nur über Bayern zugänglich ist. Dennoch gehört es als „funktionale Enklave“ zum Bezirk Bregenz.
Ein Teil des Vorarlberger Rheintals und ein kleiner Teil des Walgaus werden auch in der Landesgrünzone zusammengefasst.

### Flüsse, Gewässer und Seen

#### Flüsse und Gewässer
In Vorarlberg gibt es 3.933 Fließgewässer mit einer Gesamtlänge von 4.117 Flusskilometern. Gewässer- und Feuchtgebiete nehmen rund 3 % der Landesfläche ein, welche folgendermaßen gewichtet ist: Feuchtgebiete 2 %, fließende Gewässer 30 %, Gewässerrandflächen 9 %, stehende Gewässer 59 %.
Als Hauptfluss Vorarlbergs gilt der Alpenrhein, der auf weiter Strecke die Staatsgrenze zur Schweiz bildet. Die Ill ist der zweitwichtigste Fluss und durchfließt das Montafon und den Walgau, bevor sie bei Meiningen in den Rhein fließt. Weitere wichtige Gewässer sind die Bregenzer und die Dornbirner Ach, da sie große Teile der Berge des Bregenzerwaldes entwässern. Aus dem Lechquellengebirge entspringt der Lech, der in nordöstlicher Richtung nach Tirol fließt und aus dem Kleinwalsertal fließt die Breitach zur Iller. Lech und Breitach entwässern somit zur Donau.

#### Seen
- Der größte See ist der Bodensee, an dem Vorarlberg mit einer Uferlänge von gut 11 % (28 km) beteiligt ist.
- Weitere bedeutsame Seen sind der Lünersee und der Kopsspeicher, allerdings sind beides Stauseen der illwerke vkw.

### Gebirge
Vorarlberg liegt in den Ostalpen. In Vorarlberg liegen ganz oder teilweise folgende Gebirge:
1. Das Bregenzerwaldgebirge zur Gänze,
2. die Allgäuer Alpen mit den Untergruppen Pfänderstock, Sulzberg, Allgäuer Nagelfluh-Schichtkämme, Nordwestliche Walsertaler Berge und Südöstliche Walsertaler Berge teilweise,
3. das Lechquellengebirge zur Gänze,
4. die Lechtaler Alpen nur gering im Arlberggebiet,
5. die westliche Hälfte des Verwall,
6. der nordwestliche Teil der Silvretta,
7. der nördliche Teils des Rätikon.

Das wohl bekannteste Gebirgsmassiv ist die Silvretta im Südosten des Landes. Hier befinden sich auch Vorarlbergs größte Gletscher. Ein weiterer bedeutender Gebirgszug ist der Rätikon, der sich im Südwesten des Landes an der Grenze zur Schweiz und Liechtenstein befindet.
Die Gebirge steigen von Nordwest nach Südost um fast 3000 m an.

### Wichtige Berge

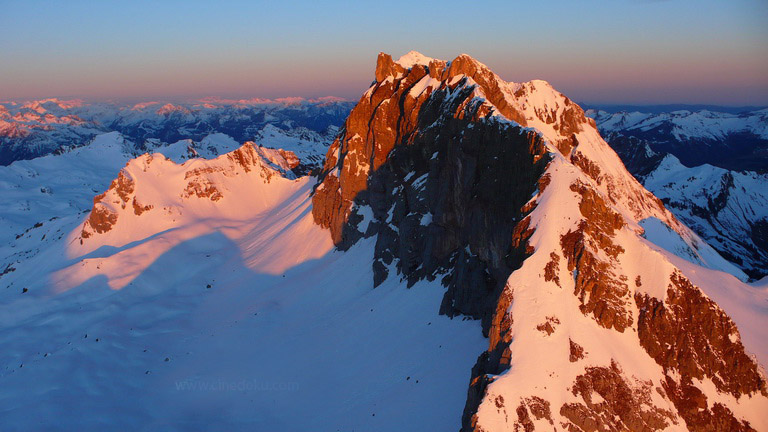
Das Gebiet um die Rote Wand bildet die geographische Mitte Vorarlbergs.

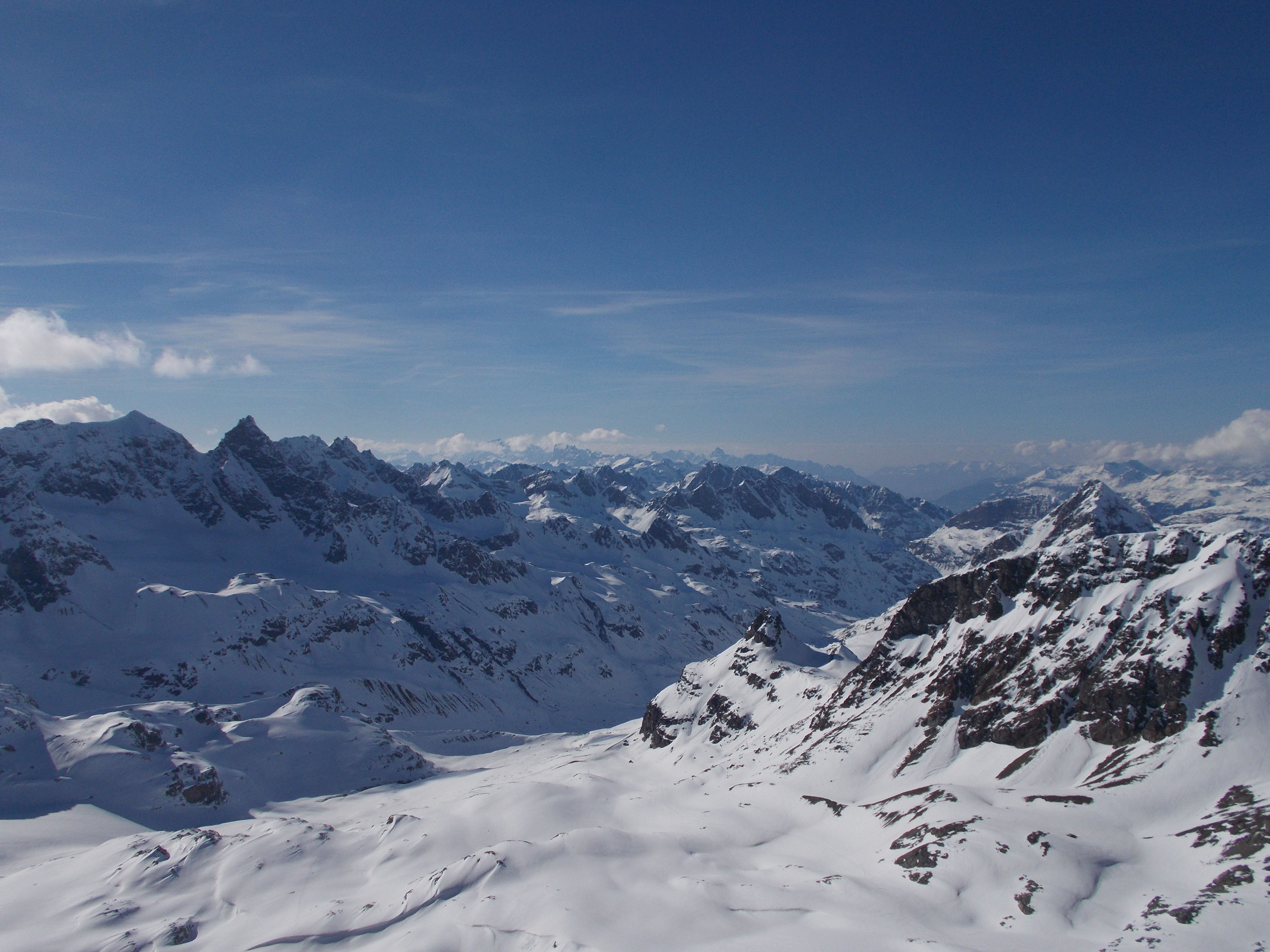
Blick vom Vermuntgletscher in der Silvretta aus gut 3000 m Höhe nach Nordwesten auf die Vorarlberger Bergwelt

Der höchste Berg Vorarlbergs ist der Piz Buin mit 3312 m ü. A. Höhe. Weitere bekannte Berge sind:
- die Zimba (Rätikon)
- die Schesaplana (höchster Berg des Rätikons)
- die Rote Wand (Lechquellengebirge)
- die Drei Türme (Montafon)
- die Drei Schwestern (bei Frastanz/Feldkirch)
- der Diedamskopf und die Kanisfluh im Bregenzerwald
- der Große Widderstein (höchster Berg des Kleinen Walsertals)
- der Karren in Dornbirn
- der Pfänder in Bregenz

Der bekannte Hausberg der Landeshauptstadt, der Pfänder (1064 m ü. A.) im Nordwesten des Landes, erhebt sich zwar mehr als 650 m über den Bodensee, ist damit aber dennoch einer der niedrigsten Berge im Landesgebiet.

### Pässe
- Liste der Pässe und Sättel in Vorarlberg

Vorarlberg wird im Osten durch drei Pässe mit dem übrigen Österreich verbunden, die nicht oder nur bedingt ganzjährig befahrbar sind. Das sind der Arlberg, der Hochtannberg (verbindet eigentlich das Bregenzerachtal mit dem oberen Lechtal) und die Bielerhöhe in der Silvretta (zwischen dem Montafon und dem Paznauntal). Der Flexenpass stellt die Verbindung zwischen dem obersten Lechtal, dem Klostertal und dem Arlberg her.
Ein nicht ganzjährig befahrbarer Pass ist das Furkajoch, welches das Rheintal über das Laternsertal mit dem inneren Bregenzerwald (Damüls) verbindet. Zwei weitere wichtige innervorarlbergische Übergänge sind das Bödele (Losenpass, 1140 m ü. A.) zwischen Dornbirn beziehungsweise dem Rheintal und dem Bregenzerwald sowie das Faschinajoch, über das eine Landesstraße vom Bregenzerwald ins Großwalsertal und weiter in den Walgau führt.
Von Hittisau führt eine Passstraße über den deutschen Grenzort Balderschwang nach Oberstdorf und Sonthofen im Allgäu, der Riedbergpass selbst liegt dabei auf deutschem Gebiet.

### Natur
In Vorarlberg gibt es eine Reihe an Schutzgebieten mit unterschiedlichen Ausprägungen. Solche Gebiete dienen üblicherweise dem Erhaltung und Sicherung von Schönheit, Eigenart und Vielfalt der Natur- und Kulturlandschaft. Die Voraussetzungen und Regelwerke für die Etablierung von Schutzgebieten sind entsprechend hoch. So kann sich eine zu schützende Region durch seine Ursprünglichkeit auszeichnen, schützenswerte Tier- und Pflanzenarten beziehungsweise seltene Mineralien oder Fossilien beherbergen. Auch „besondere landschaftliche Schönheit“ oder die Erholung der Bevölkerung können wichtige Kriterien sein. Eine (traditionelle) Land- und forstwirtschaftliche Nutzung wie zum Beispiel die extensive Bewirtschaftung von Streu- und Magerwiesen sind in manchen Schutzgebieten Voraussetzung für eine Auszeichnung.
Die Gebiete werden per Verordnung der Vorarlberger Landesregierung beschlossen und abhängig von Schutzzweck und Schutzinhalt als Naturschutzgebiet, Europaschutzgebiet, Landschaftsschutzgebiet, geschützter Landschaftsteil, Ruhezone, Naturpark oder Biosphärenpark ausgewiesen.
In Vorarlberg gibt es folgende Schutzgebiete
- 39 Europaschutzgebiete mit einer Gesamtfläche von 24.132 ha (ca. 9,3 % der Landesfläche)
- 25 Naturschutzgebiete mit einer Gesamtfläche von 14.256 ha (ca. 5,5 % der Landesfläche)
- 9 geschützte Landschaftsteile mit einer Gesamtfläche von 4.388 ha (ca. 1,69 % der Landesfläche)
- 3 Landschaftsschutzgebiete mit einer Gesamtfläche von 584 ha (ca. 0,3 % der Landesfläche)
- 3 Pflanzenschutzgebiete mit einer Gesamtfläche von 4.300 ha (ca. 1,6 % der Landesfläche)
- 1 UNESCO-Biosphärenpark Großes Walsertal mit einer Gesamtfläche von 19.231 ha. Der Biosphärenpark ist nicht komplett als Naturschutzgebiet abgeschlossen, sondern kann auf zahlreichen Wander- und Radwegen erkundet werden. Mit dem „Biosphärenpark Haus“ wurde ein Besucherzentrum als Bildungseinrichtung errichtet und es gibt Führungen durch die Parkranger.[25]
- 1 Naturpark Nagelfluhkette mit einer Gesamtfläche von 15.410 ha. Dieser Park ist ein Großschutzgebiet zwischen Allgäu und Bregenzerwald. Auch dieser Park hat einen starken Bildungshintergrund und die Ranger und Naturparkbotschafter stehen für Führungen oder Seminaren zur Verfügung. Im Infozentrum „AlpSeeHaus“ werden zentral alle Aspekte des Naturparks Nagelfluhkette den Besuchern dargestellt.[26]

#### Naturschönheiten und Naturschauspiele in Vorarlberg
Der Wiegensee (im Jahr 2021), der Lünersee (im Jahr 2019), der Körbersee (im Jahr 2017) und der Formarinsee (im Jahr 2015) wurden vom Fernsehpublikum und Fachjury im Zuge der Fernsehsendung 9 Plätze, 9 Schätze des Österreichischen Rundfunks zu den „schönsten Plätzen Österreichs“ gewählt.
Die Zimba ist einer der bekanntesten Kletterberge in Vorarlberg mit einer Höhe von 2643 m ü. A. Da die Form des Berges von allen Seiten an ein Horn erinnert, wird sie auch Vorarlberger Matterhorn genannt. Der höchste Berg ist der Piz Buin in der Silvretta mit 3312 m ü. A.
Das Naturschutzgebiet Rheindelta ist das größte Feuchtgebiet am Bodensee und zählt zu den bedeutendsten Brut- und Rastgebieten für Vögel.
Die Moorlandschaften bei Krumbach/Bregenzerwald gehören aufgrund ihrer besonderen Biodiversität und Relevanz für Arten- und Hochwasserschutz zu den Schutzgebieten. Sie wurden für (touristische) Bildungszwecke mit einem Wanderweg erschlossen und können auch mit einem Führer besichtigt werden. Die installierten Infostationen und Moorsitze erklären die Geologie und Geschichte der Moore.
Zu den spektakulärsten Naturschauspielen im Rheintal gehört das Ebniter Tal mit der Rappenloch-, Alploch-, Schaufelschlucht, dem Staufensee-Stausee, dem Kirchle und der Gunzenach/Kobelach. Die Schluchten sind über Dornbirn erreichbar und von April bis Oktober begehbar, außerhalb dieser Zeit besteht die Gefahr von Steinschlag.
Das Gottesacker-Plateau im Kleinwalsertal ist eine unter Naturschutz stehende Karstlandschaft in der Nähe des Hohen Ifens. Die Kalksteinflächen sind über 120 Millionen Jahre alte Überreste von Korallenriffen und anderen Meerestieren aus dem Tethysmeer. Ausgewaschen, von Rillen und Rippen geprägt, gezeichnet von den Naturgewalten vergangener Jahrtausende.
Das Europaschutzgebiet Wiegensee ist ein Moorkomplex in einer wilden Berglandschaft hoch über Partenen. Hier findet man den ältesten Stausee des Montafons, der natürlich entstanden ist und so genannte Deckenmoore, welche eine Seltenheit in Mitteleuropa sind.
Eiszeitliche Gletschertätigkeit und die Erosion durch Fließgewässer schufen tief eingeschnittene Täler und schroffe Schluchten, wie beispielsweise die Mengschlucht, die Bürser Schlucht, das Saminatal, das nahezu völlig unerschlossene Radonatobel oder die Kessanaschlucht bei Bad Rothenbrunnen.

### Politische Geographie

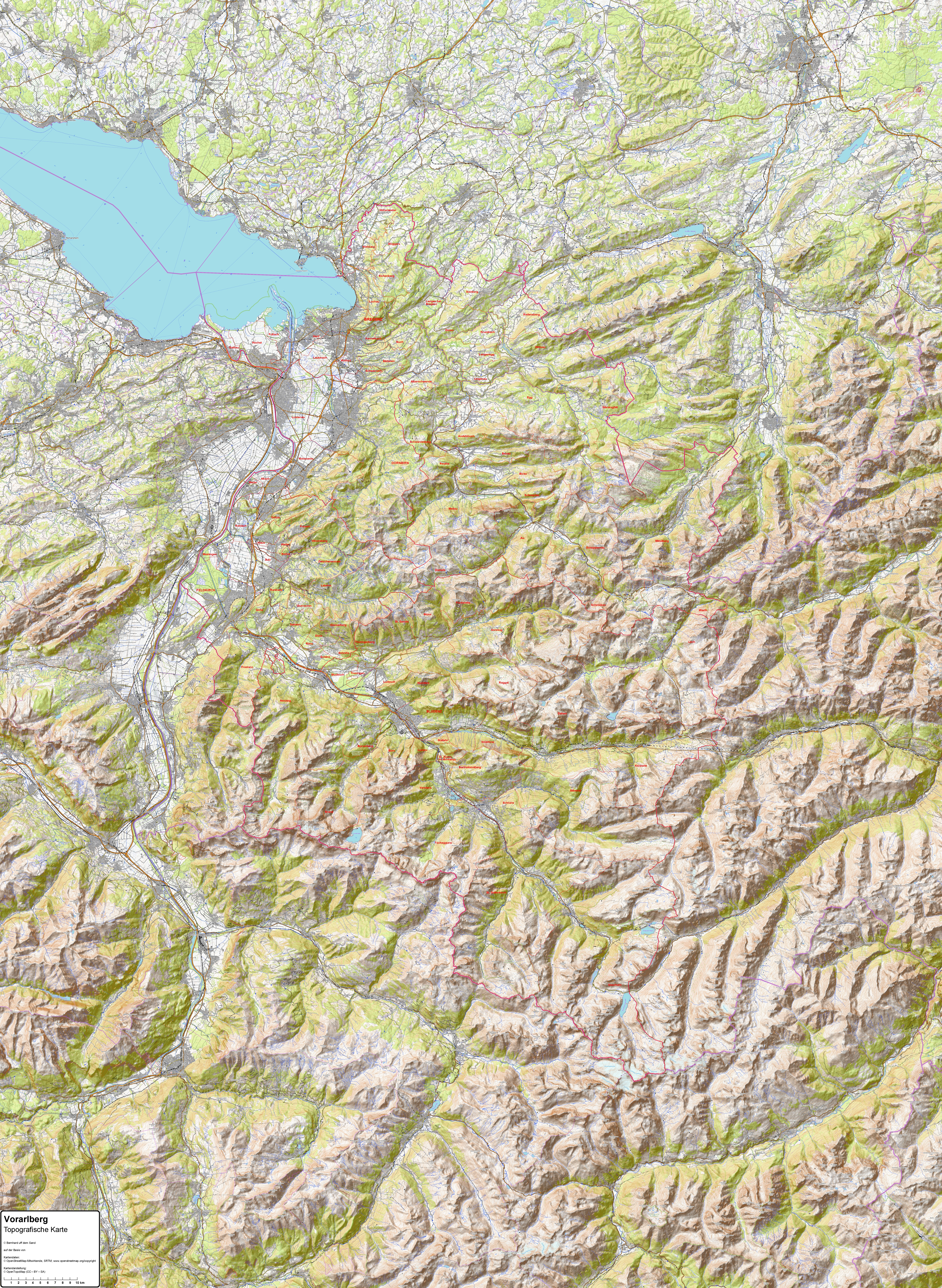
Topografische Karte von Vorarlberg mit Bezirken, Städten und Gemeinden

Das Bundesland ist in vier unterschiedlich große Verwaltungsbezirke aufgeteilt. Diese tragen jeweils den Namen ihrer Hauptstadt. Der Fläche nach abnehmend geordnet sind das Bludenz, Bregenz, Feldkirch und Dornbirn.
Neben diesen Verwaltungsbezirken gibt es die fünf Gerichtsbezirke Bezau, Bludenz, Bregenz, Dornbirn und Feldkirch. Generell decken die in den Bezirkshauptstädten ansässigen Bezirksgerichte jeweils den gesamten Bezirk ab. Das Bezirksgericht Bezau, das fast den gesamten Bregenzerwald sowie das Kleinwalsertal abdeckt, beschränkt das Gebiet des Bezirksgerichts Bregenz.
Vorarlberg ist in 96 eigenständige politische Gemeinden gegliedert, die aus insgesamt 107 Katastralgemeinden bestehen. Fünf Vorarlberger Gemeinden führen das Stadtrecht (Bludenz, Bregenz, Dornbirn, Feldkirch und Hohenems), weitere zwölf wurden zur Marktgemeinde erhoben.
Sitz der obersten Organe des Landes, des Vorarlberger Landtags und der Landesregierung, ist die Landeshauptstadt Bregenz. Für die Dauer außerordentlicher Verhältnisse könnte der Landeshauptmann laut Landesverfassung deren Verlegung an einen anderen Ort des Landesgebietes verfügen.

### Verwaltungsgliederung

#### Politische Bezirke
| Kfz | Bezirk           | Einwohner (1. Jänner 2025) | Fläche in km² (1. Jänner 2024) | Dichte (EW/km²) |
| --- | ---------------- | -------------------------- | ------------------------------ | --------------- |
| BZ  | Bezirk Bludenz   | 065.948                    | 1.287,63                       | 051             |
| B   | Bezirk Bregenz   | 138.030                    | 0863,36                        | 160             |
| DO  | Bezirk Dornbirn  | 094.143                    | 0172,37                        | 546             |
| FK  | Bezirk Feldkirch | 113.663                    | 0278,31                        | 408             |
| –   | Vorarlberg       | 411.784                    | 2.601,68                       | 158             |

Vorarlberg gliedert sich in vier politische Bezirke. Das sind von Nord nach Süd geordnet:
- Bezirk Bregenz
- Bezirk Dornbirn
- Bezirk Feldkirch
- Bezirk Bludenz

Obwohl die Städte Bregenz, Dornbirn und Feldkirch die erforderliche Größe haben, gibt es in Vorarlberg keine Statutarstädte.

### Nachbarländer
Vorarlberg hat eine 321 km lange Landesgrenze, über die es
- auf 110 km an die Bundesrepublik Deutschland (Freistaat Bayern),
- auf 107 km an die Schweizerische Eidgenossenschaft (Kanton St. Gallen und Kanton Graubünden),
- auf 69 km an das österreichische Bundesland Tirol und
- auf 35 km an das Fürstentum Liechtenstein grenzt.[31]

Aufgrund der europaweit einmaligen völkerrechtlichen Besonderheit, dass es außerhalb der dem Ufer vorgelagerten Halde, also im sogenannten Tiefenbereich des Bodensees, keine gemeinsam festgelegten Staatsgrenzen gibt, gehört der Obersee nach der Kondominiumstheorie allen Anrainerstaaten gemeinsam. Die Schweiz erhebt allerdings territorialen Anspruch bis zur Seemitte und keine Ansprüche jenseits der Seemitte.

## Geschichte

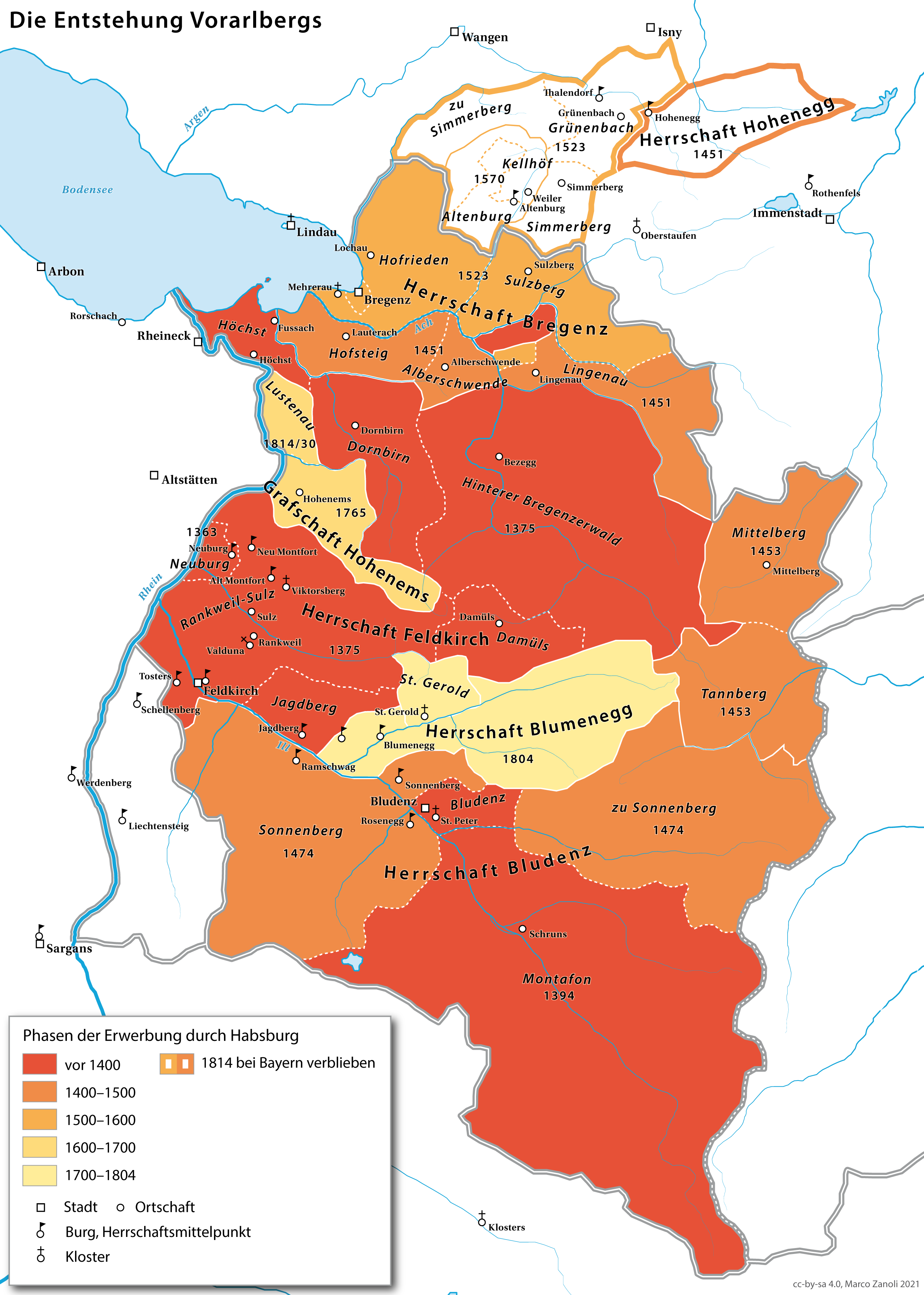
Karte zur Entstehung Vorarlbergs im Rahmen der habsburgischen Erwerbungen ab 1363

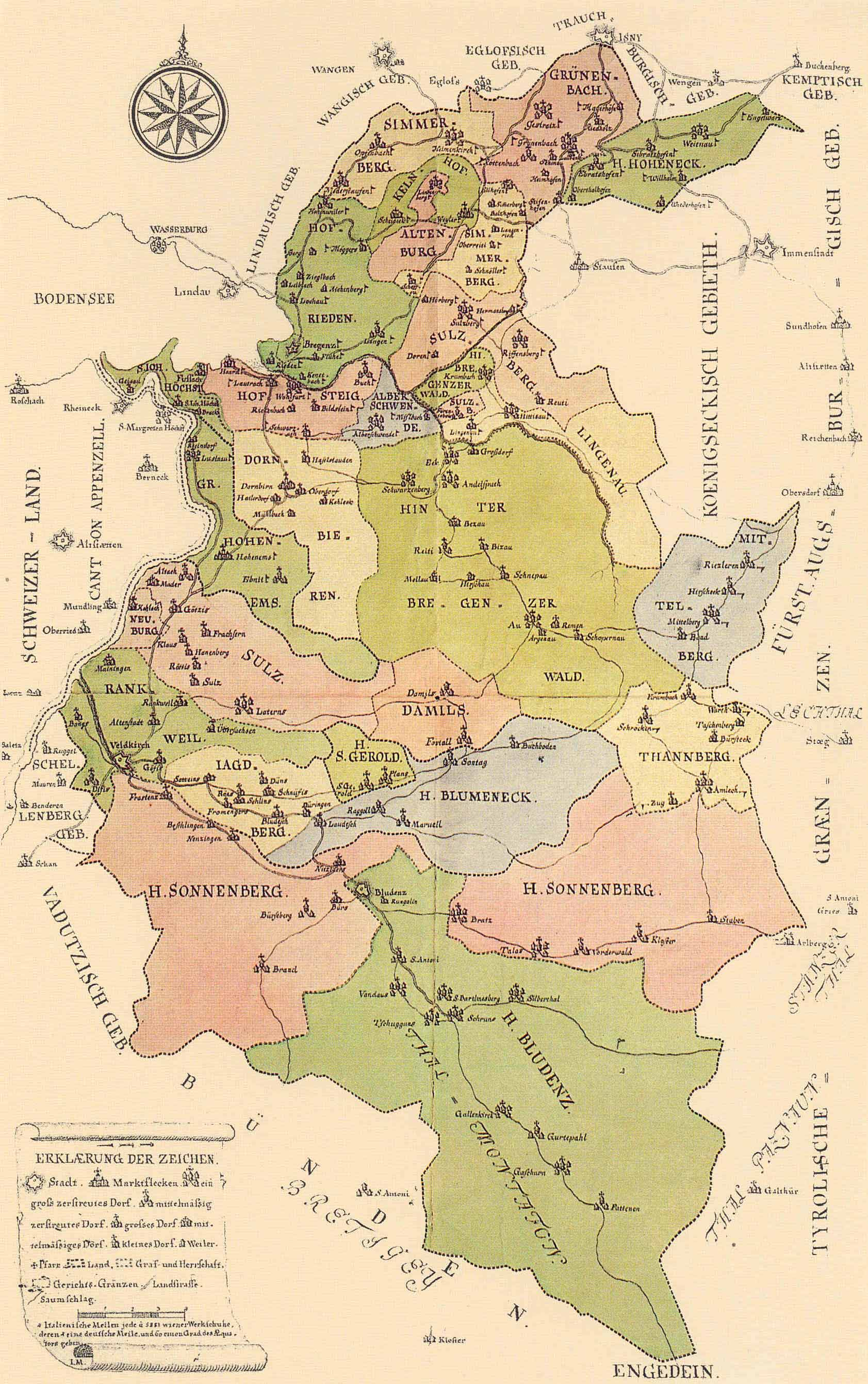
Karte Vorarlbergs (von 1783)

Karte der Schweiz nach einem 1919 angedachten Anschluss Vorarlbergs

Vorarlberg war mindestens seit 500 v. Chr. vom keltischen Volksstamm der Brigantier besiedelt. Im Jahr 15 v. Chr. eroberten die Römer das Gebiet und bauten die Stadt Brigantium auf dem Gebiet der heutigen Landeshauptstadt Bregenz zu einem wichtigen Militärstandort und Bodenseehafen aus.
Um 260 begannen die Einfälle der Alemannen, die dann ab etwa 450 hier siedelten. Mit den Alemannen kam das Gebiet zum Fränkischen Reich, 843 zum Ostfränkischen Reich. Als Erben der Udalrichinger, die karolingische Grafen u. a. im Bodenseegebiet waren, erlangten die Grafen von Montfort um 1200 die Herrschaft im Gebiet von Bludenz, Bregenz und Feldkirch.
Seit dem 14. Jahrhundert gelangten die einzelnen Herrschaften an die Habsburger, die bestrebt waren, ihre Territorien in der heutigen Schweiz und ihre österreichischen Besitzungen zu arrondieren:
- 1363 die Herrschaft Neuburg am Rhein
- 1375 die Grafschaft Feldkirch
- 1394 die Herrschaft Bludenz mit dem Montafon
- 1397 die Herrschaft Jagdberg
- 1451 die halbe Grafschaft Bregenz
- 1453 die Gerichte Tannberg und Mittelberg
- 1474 die Grafschaft Sonnenberg (der Truchsessen von Waldburg)
- 1523 die zweite Hälfte der Grafschaft Bregenz

Zahlreiche Herrschaften in Südwestdeutschland (Freiburg im Breisgau) und der heutigen Schweiz (Fricktal im späteren Kanton Aargau) waren ebenfalls in habsburgischem Besitz (Vorderösterreich). Bis ins 17. Jahrhundert hinein stand ein Landvogt an der Spitze der Verwaltung der habsburgischen Gebiete in Vorarlberg.
Ebenfalls ins 14. Jahrhundert fällt die Einwanderung der Walser aus dem Oberwallis (Schweiz) und Graubünden (Schweiz). Im 13. Jahrhundert war die alemannische Bevölkerung im Oberwallis so stark angewachsen, dass ihnen der Platz zu eng wurde. Eine Ausdehnung weiter nach Westen war wegen der starken Romanen (Herzogtum Savoyen) nicht möglich, deshalb zogen sie über die östlichen und südlichen Gebirgspässe in die nachbarlichen Hochtäler (Walserwanderung).
1765 fiel die Grafschaft Hohenems nach dem Aussterben des Grafenhauses in männlicher Linie ebenfalls an die Habsburger. Mit der Errichtung des Tirolischen Kreisamtes Vorarlberg 1786, seinerzeit für die Herrschaften Bregenz und Hohenems, tritt das Land das erste Mal geschlossen in Erscheinung.
1804 rundete der Erwerb der Herrschaften Blumenegg und St. Gerold, ehemals Besitz der Klöster Weingarten bzw. Einsiedeln, und schließlich 1814 des ehemaligen Reichshofes Lustenau das Territorium ab.
In napoleonischer Zeit, zwischen 1806 und 1814, gehörte das Gebiet Vorarlbergs zu Bayern und kam dann bis auf die Westallgäuer Teile der Herrschaften Bregenz und Hohenegg an Österreich zurück; es wurde weiterhin von Innsbruck aus verwaltet.
1861 wurde Vorarlberg ein eigenes Land. Es erhielt wie alle Länder und Kronländer einen eigenen Landtag und dessen Landesausschuss als Exekutivorgan, blieb aber in Hinblick auf die gesamtstaatliche Verwaltung weiterhin in der Zuständigkeit der k. k. Statthalterei in Innsbruck, die den Kaiser als Landesherrn und die k. k. Regierung in Wien vertrat. Reste dieser Verwaltungseinheit mit Tirol gibt es noch heute z. B. im Gerichtswesen (Oberlandesgericht Innsbruck) oder in der Kammerorganisation (Architekten, Notare).
Nach dem Zusammenbruch der Habsburger Monarchie trennte Vorarlberg 1918 seine Verwaltung von derjenigen Tirols. Eine Volksabstimmung, die Verhandlungen mit der Schweiz über einen Beitritt Vorarlbergs zur schweizerischen Eidgenossenschaft befürwortete, ergab 1919 eine Mehrheit von gut 80 Prozent, scheiterte jedoch an der zögerlichen Politik der (provisorischen) Vorarlberger Landesversammlung und am Schweizer Bundesrat, der das sorgsam austarierte Verhältnis zwischen Sprachen und Konfessionen in der Schweiz nicht durch einen zusätzlichen Kanton mit deutschsprachigen Katholiken ins Ungleichgewicht bringen wollte, sowie an den Friedensverträgen von St. Germain und Versailles.
Die herabwürdigende Bezeichnung Vorarlbergs als Kanton Übrig stammt dagegen von einem den Anschluss an Deutschland befürwortenden Gegner des Vorhabens. Mit der Errichtung der Republik wurde Vorarlberg ein selbständiges Bundesland mit eigener Landesregierung und einer im Wesentlichen bis heute gültigen Verfassung. Vorarlberg ist das einzige österreichische Bundesland, das sich in seiner Landesverfassung als selbständiger Staat bezeichnet.
Beim sogenannten Anschluss Österreichs an das Deutsche Reich am 12. März 1938 wurde Vorarlberg mit ganz Österreich vom Deutschen Reich unter dem Jubel der einheimischen Nationalsozialisten de facto annektiert. Bereits kurz nach der Machtübernahme durch die Nationalsozialisten wurde Vorarlberg mit Tirol zum „Gau Tirol-Vorarlberg“ zwangsvereinigt und als selbständige Gebietskörperschaft aufgelöst. In Vorarlberg lebten 1938 nur noch sehr wenige Juden. Die seit dem 17. Jahrhundert bestehende Jüdische Gemeinde von Hohenems wurde zwangsweise aufgelöst und die Juden in Konzentrations- und Vernichtungslager deportiert.
Auch in Vorarlberg, das von Kriegshandlungen fast vollständig verschont blieb, forderten die nationalsozialistische Gewaltherrschaft und der Zweite Weltkrieg Menschenleben, darunter aus rassistischen oder politischen Gründen Getötete und an den Fronten gefallene Soldaten. Kurz vor Kriegsende im Frühjahr 1945 schoss die örtliche SS noch auf Zivilisten, die beim Anrücken der französischen Truppen „zu früh“ weiße Fahnen aus den Fenstern gehängt hatten.
Nach dem Krieg gehörte Vorarlberg von 1945 bis 1955 gemeinsam mit dem Land Tirol (ausgenommen Osttirol) zur französischen Besatzungszone.
Im Jahr 1964 sorgte Vorarlberg für bundesweite Schlagzeilen, als eine aufgebrachte Menge in der Bodenseegemeinde Fußach erreichte, dass ein Schiff statt auf den vom Bundesministerium für Verkehr vorgesehenen Namen „Karl Renner“ auf den Namen „Vorarlberg“ getauft wurde. Dieser lokale Protest gegen die Zentralregierung wurde unter dem Namen Fußachaffäre bekannt.
In den Jahren 1999 und 2005 verwüsteten schwere Überschwemmungen Teile Vorarlbergs und verursachten große Schäden.

### Bevölkerung

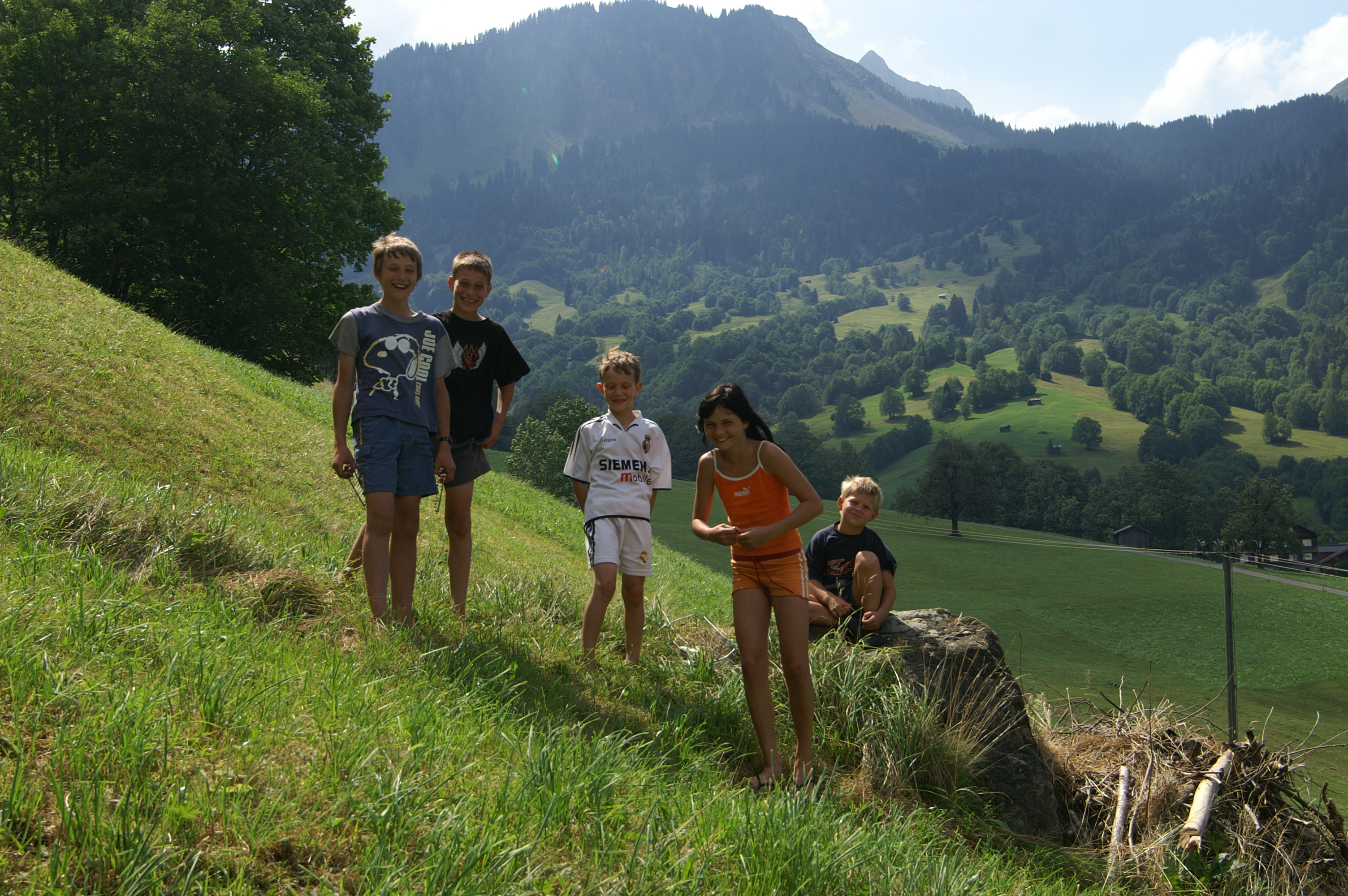
Kinder auf einer Wiese in Au im Bregenzerwald

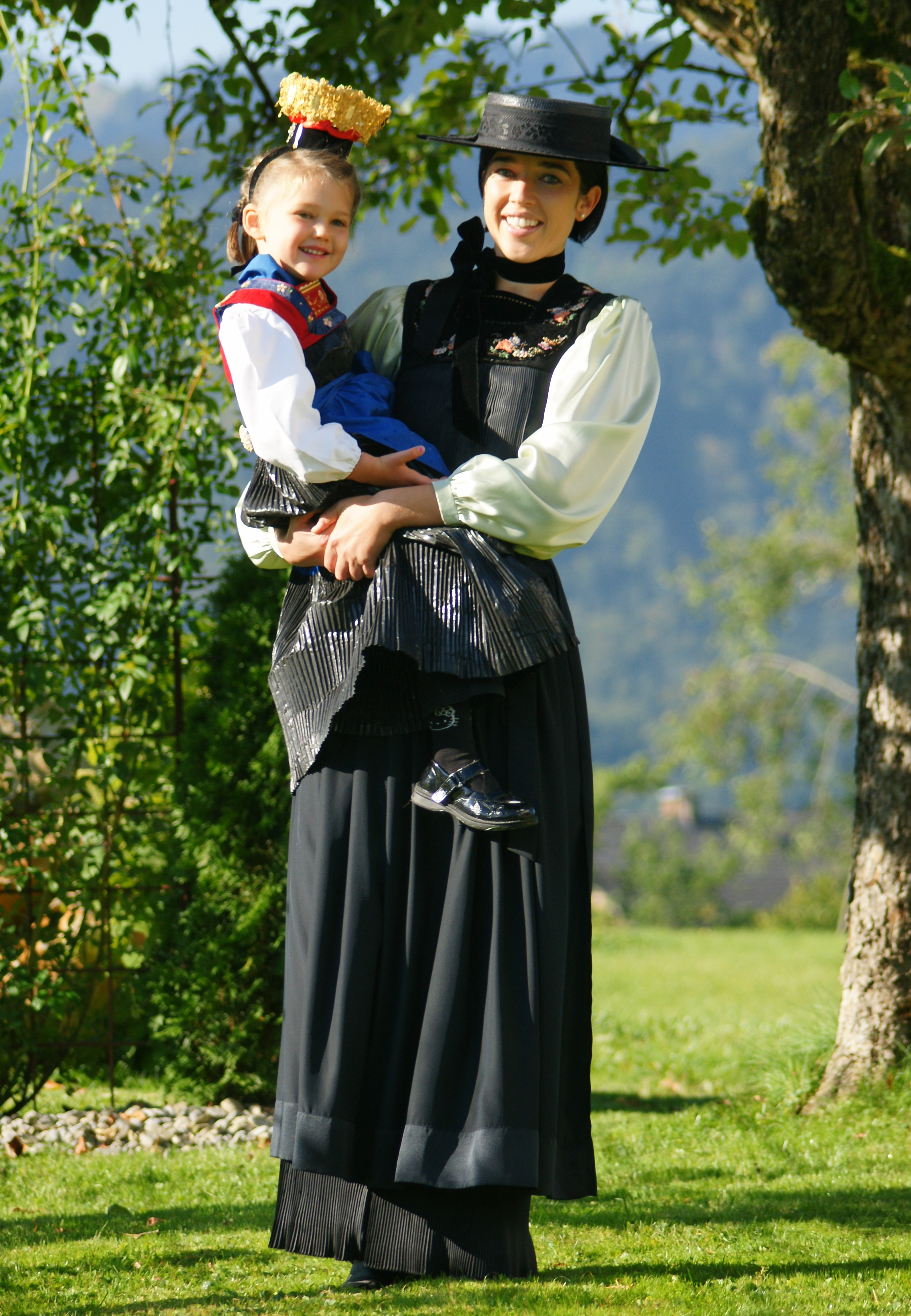
Mutter mit Tochter in traditioneller Bregenzerwälder Tracht (Juppe)

Vorarlberg ist mit 158 Einwohnern pro Quadratkilometer Landesfläche nach Wien das am zweitdichtesten besiedelte Bundesland Österreichs. Aufgrund der großen, dünn oder gar nicht besiedelten Gebirgsregionen drängten sich 2017 jedoch 1129 Einwohner pro km² Siedlungsraum. Auch nach diesem Maßstab übertrifft Vorarlberg alle anderen Bundesländer (Wien ausgenommen) deutlich.  Aufgrund der im österreichischen Vergleich frühen Industrialisierung entwickelte sich Vorarlberg bereits im 19. Jahrhundert zu einem klassischen Einwanderungsland. Das flächenmäßig kleine Land hat neben Wien den höchsten Immigrantenanteil. Dieser lag im Jahr 2015 bei etwa 16 % der Gesamtbevölkerung. Die größte migrantische Gruppe stellen Bewohner deutscher Herkunft, knapp gefolgt von Immigranten aus der Türkei. Die weit abgeschlagene drittgrößte Immigrantengruppe stellen in Vorarlberg Menschen aus Staaten des ehemaligen Jugoslawien dar.
Vorarlberg war bis in die Mitte des 19. Jahrhunderts noch relativ dünn besiedelt. Die Rheinregulierung, der Bahnbau und der damit verbundene Aufschwung der Industrie förderte die Ansiedlung von Trentinern, welche als Arbeitskräfte ins Land kamen. Zeugnis dieser Einwanderungswelle sind noch heute zahlreiche italienische Nachnamen, darunter auch bekannte wie etwa Collini oder Girardelli.
Die erste Einwanderungswelle beginnend in der Zwischenkriegszeit bestand hauptsächlich aus Menschen aus Ostösterreich, vor allem Steirer und Kärntner. Während der NS-Zeit wanderte eine große Anzahl von Südtiroler Optanten ein. Zu diesem Zweck entstanden auch die markanten, noch heute erhaltenen und bewohnten, Südtiroler-Siedlungen in den größeren Gemeinden des Landes.
Nach dem Zweiten Weltkrieg erreichten mehrere größere Einwanderungswellen das Vorarlberger Land, was den großen Bevölkerungssprung zwischen 1923 und 1951 (trotz des Krieges) und zwischen 1961 und 1971 erklärt. So waren etwa im Jahre 1966 26,3 Prozent der Vorarlberger Bevölkerung außerhalb des Landes geboren worden. Die erste Welle bestand vor allem aus deutschen Heimatvertriebenen (Sudetendeutsche und Untersteirern). Die zweite große Einwanderungswelle bildeten zwischen 1951 und 1971 junge Menschen aus der Steiermark und Kärnten (zw. 1951 und 1966: 32.500). Ab etwa 1966  kam mit den sogenannten Gastarbeitern besonders aus der Türkei und Jugoslawien eine weitere zahlreiche Gruppe, deren Arbeitskraft vor allem in der Textilindustrie benötigt wurde. Diese Migrationswelle wurde durch die relativ gute Wirtschaftslage in Vorarlberg und der benachbarten Schweiz herbeigeführt.

#### Dialekt
Im Gegensatz zum restlichen Österreich werden in Vorarlberg keine bairischen, sondern alemannische Dialekte gesprochen, die mit den alemannischen Dialekten in der Deutschschweiz, dem südbadischen und elsässischen Alemannisch und dem Schwäbischen verwandt sind. Die beliebte Bezeichnung Vorarlbergs als „Ländle“ weist auf den alemannischen Sprachraum hin. Der nördliche Vorarlberger Dialekt (Bregenzerwald und die Landeshauptstadt Bregenz) ist am nächsten mit dem Allgäuer Dialekt verwandt; der im Vorarlberger Rheintal gesprochene Dialekt orientiert sich eher an den Dialekten des Schweizer Rheintals (Kanton St. Gallen) sowie Liechtensteins. Vor allem in geographischen Bezeichnungen, aber auch für manche Alltagsgegenstände, haben sich viele romanische Begriffe erhalten und verbreitet.

#### Religion
Vorarlberger Bevölkerung nach Religionszugehörigkeit, 2018
Bei der letzten von der Statistik Austria durchgeführten Volkszählung im Jahr 2001 waren etwa 78 % der Vorarlberger römisch-katholischen und etwa 2,2 % evangelischen Glaubens. Im Jahr 2015 waren noch 241.037 Vorarlberger römisch-katholischen Glaubens, was etwa einem Bevölkerungsanteil von 64 % entsprach. Unter den evangelischen Gläubigen bekannte sich der Großteil zum Augsburger Bekenntnis, es gab aber auch eine kleine Gruppe, die sich zum helvetischen Bekenntnis bekannte. Muslime machten im Jahr 2001 circa 8,4 % der Bevölkerung aus; damit ist der Islam die zweitgrößte Glaubensgemeinschaft in Vorarlberg. Die Zahl der muslimischen Einwohner ist seither gestiegen und ihr Anteil an der Bevölkerung betrug im Jahr 2012 11,5 %. Dieser Religion gehören vor allem türkische und bosnische Einwanderer an; sie ist überdurchschnittlich stark im Bezirk Dornbirn vertreten, wo verschiedene muslimische Glaubensgruppen mehr als 10 % der Bevölkerung ausmachen. Keiner Religionsgemeinschaft zugehörig waren bei der Volkszählung 2001 in Vorarlberg 20.945 Personen, was etwa 6 % der Bevölkerung entsprach.
Seit der Volkszählung im Jahr 2001 wurden (mit Ausnahme der römisch-katholischen Kirche) keine verlässlichen Zahlen zur Religionszugehörigkeit der Vorarlberger Bevölkerung mehr erhoben. Einzig das Religionsbekenntnis der Vorarlberger Volksschüler wird systematisch erfasst. Diese Zahlen deuten, neben dem sinkenden Anteil der Katholiken an der Gesamtbevölkerung, auf einen starken Wandel in der Religionszusammensetzung der Vorarlberger Bevölkerung seit dem Jahr 2001 hin. Heute (Stand 2018) sind 61,3 % der Volksschüler römisch-katholisch, 1,5 % evangelisch, 4,1 % christlich-orthodox, 22,5 % muslimisch, 2 % gehören anderen Religionsgemeinschaften an und 8,4 % sind ohne religiöses Bekenntnis.

## Politik

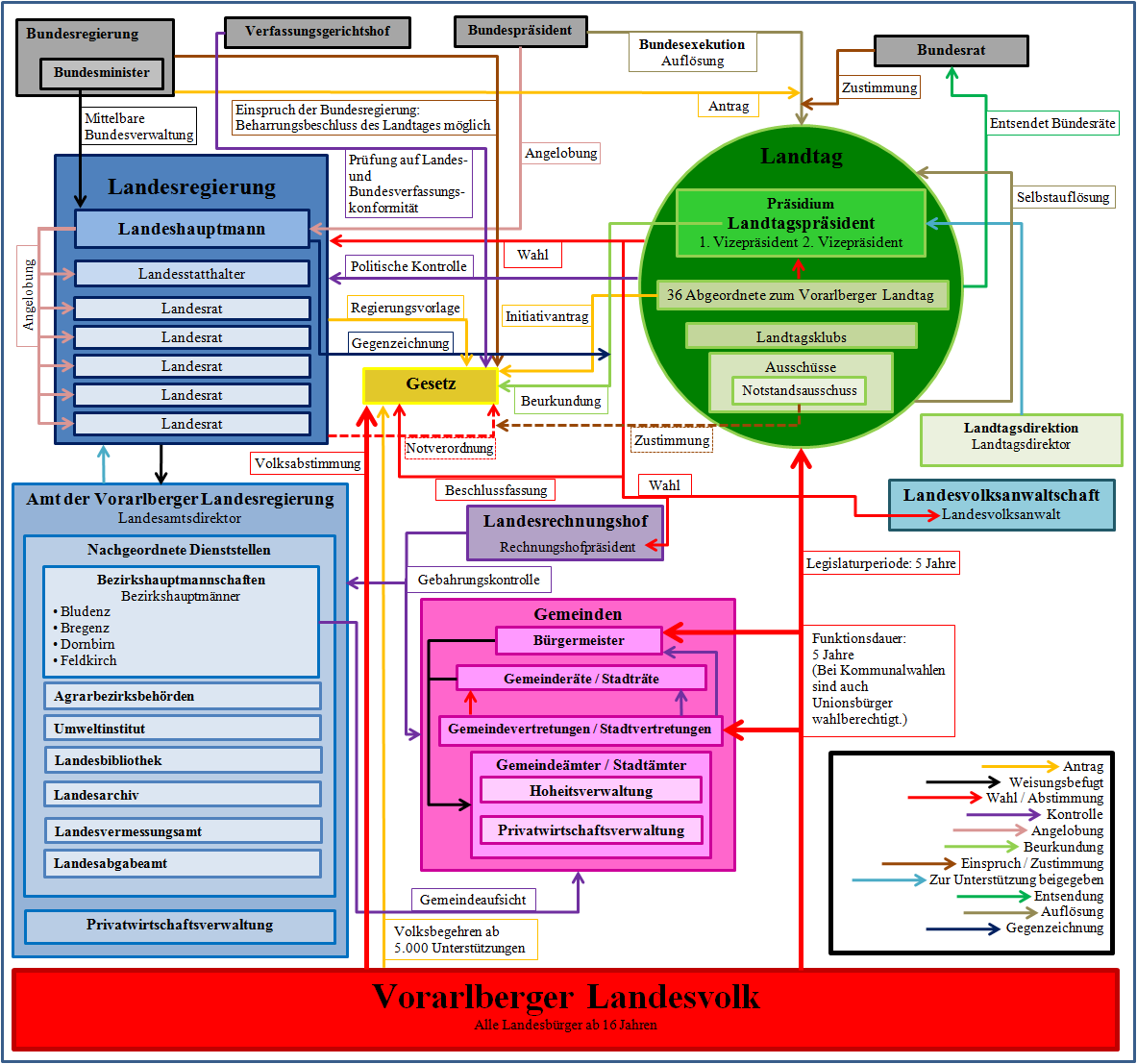
Grafische Darstellung des politischen Systems Vorarlbergs

Vorarlberg ist durch seine Landesverfassung sowohl als „selbständiger Staat“ wie auch als Teil des Bundesstaates definiert. Aufgrund der föderalen Struktur der Republik Österreich und des bundesstaatlichen Prinzips der Bundesverfassung verfügt Vorarlberg als Bundesland über eigene Exekutiv- und Legislativorgane sowie mit dem Landesverwaltungsgericht auch über ein eigenes Judikativorgan. Ihren Sitz haben sowohl die Organe der Exekutive wie auch der Legislative und das Landesverwaltungsgericht in der Landeshauptstadt Bregenz.

### Landesregierung
Die Vorarlberger Landesregierung ist als vom Landtag gewählte Regierung für die Vollziehung von Landesgesetzen und speziellen Bundesgesetzen, die in die Vollziehung der Länder fallen, zuständig. Vorsitzender der Landesregierung und Regierungschef des Landes ist der Landeshauptmann. Dessen Stellvertreter wird in Vorarlberg nicht wie in den anderen Bundesländern als „Landeshauptmann-Stellvertreter“ bezeichnet, sondern als Landesstatthalter. Außer dem Landeshauptmann und dem Landesstatthalter gehören der Regierung noch weitere Landesräte mit unterschiedlicher Ressortverteilung an.
In der seit 2024 amtierenden Landesregierung Wallner IV unter der Führung von Landeshauptmann Markus Wallner (ÖVP) sind neben Landesstatthalter Christof Bitschi (FPÖ) noch vier Landesräte der ÖVP sowie ein Landesrat des Koalitionspartners, der FPÖ Vorarlberg, vertreten.

### Landesgesetzgebung
Als Legislativorgan des Landes und Landesparlament fungiert der Vorarlberger Landtag. Die 36 Abgeordneten des Landtags werden alle fünf Jahre vom Vorarlberger Landesvolk gewählt und gehören derzeit vier verschiedenen Fraktionen an. Nach der Wahl zum Vorarlberger Landtag am 13. Oktober 2024 (Landtagswahl in Vorarlberg 2024) sind im Landtag vertreten:
- die Vorarlberger Volkspartei mit 15 Abgeordneten
- die Vorarlberger Freiheitlichen mit 11 Abgeordneten
- Die Grünen Vorarlberg mit 4 Abgeordneten
- die SPÖ Vorarlberg mit 3 Abgeordneten
- sowie NEOS mit 3 Abgeordneten.[46]

Geleitet werden die Sitzungen des Vorarlberger Landtags vom Landtagspräsidenten oder seinen beiden Stellvertretern. Derzeit ist Harald Sonderegger (ÖVP) Präsident des Vorarlberger Landtags, seine Stellvertreter sind Hubert Kinz (FPÖ) und Monika Vonier (ÖVP).
Neben den gesetzgeberischen Tätigkeiten sowie der Kontrolle der Regierung hat der Landtag auch die Aufgabe, in jeder Legislaturperiode drei Abgeordnete in den österreichischen Bundesrat, die Länderkammer des österreichischen Parlaments zu entsenden. In der aktuellen, 32. Legislaturperiode des Vorarlberger Landtags entsandte dieser Christine Schwarz-Fuchs (ÖVP), Christoph Thoma (ÖVP) und Sandra Jäckel (FPÖ) als Vorarlberger Vertreter in die Länderkammer.

### Politische Entwicklungen
Seit dem Beginn der Zweiten Republik wird Vorarlbergs Politik von der konservativen Vorarlberger Volkspartei, zuvor, in der Zeit der Ersten Republik, von deren Vorgängerorganisation, der Christlichsozialen Partei, dominiert. Die SPÖ Vorarlberg schied 1974 aus der Landesregierung aus. Vorarlberg war lange Zeit das einzige österreichische Bundesland, in dem die Regierungssitze laut Landesverfassung nicht nach dem Proporzprinzip, sondern nach dem Majorzprinzip vergeben werden, seit 1999 jedoch gelten auch in anderen Bundesländern das Majorzprinzip.
Die ÖVP hatte bis zur Wahl 2014 – mit einer Ausnahme zwischen 1999 und 2004 – immer eine absolute Mandatsmehrheit im Landtag. Daher waren die in früheren Landesregierungen dem jeweiligen Juniorpartner in der Regierungskoalition zugestandenen Regierungssitze keine politische Notwendigkeit. Nach der Landtagswahl in Vorarlberg 2009, in deren Vorfeld es innerhalb der ÖVP/FPÖ-Koalition zu einem Zerwürfnis gekommen war, entschied sich die Vorarlberger Volkspartei mit ihrem damaligen Landeshauptmann Herbert Sausgruber erstmals seit 1945 dazu, eine Alleinregierung zu bilden. Nach der Landtagswahl 2014 kam es erstmals zu einer Koalition zwischen der ÖVP und den Grünen, die nach der Landtagswahl 2019 fortgesetzt wurde. Seit dem Jahr 2024 wird Vorarlberg erneut von einer Schwarz-Blauen Koalitionsregierung aus ÖVP und FPÖ regiert.
Seit 1984 sind Die Grünen Vorarlberg als vierte Partei im Vorarlberger Landtag vertreten. Nach der Abspaltung des BZÖ von der FPÖ entschieden sich die Vorarlberger Freiheitlichen zunächst für einen eigenständigen dritten Weg, ordneten sich 2006 aber wieder der Bundes-FPÖ unter. Seit dem Einzug von NEOS bei der Landtagswahl 2014 gehören dem Vorarlberger Landtag fünf Fraktionen an.
Zur Grundhaltung der Vorarlberger Politik gehört seit mehreren Jahrzehnten eine starke Betonung des österreichischen Föderalismus, eine teilweise fundamentale Opposition zur Österreichischen Bundesregierung in Wien – unabhängig von deren parteipolitischer Zusammensetzung – sowie generell eine etwas liberalere Haltung aller Parteien. Deutlichstes Symbol des stark verankerten Eigenständigkeitsgedankens in Vorarlberg war die Fußachaffäre im Jahr 1964.

### Wappen
Die staatlichen Symbole des Landes sind das Landeswappen, das Landessiegel, die Landeshymne und die Landesfarben.
Die Vorarlberger Landesverfassung bestimmt im Rahmen der Landessymbole das 1918 eingeführte Landeswappen mit den Worten
„Das Wappen des Landes ist das Montfortische rote Banner auf silbernem Schild.“
Das Montfortische Banner ist mit drei gleich breiten und schwarz befransten Lätzen versehen und trägt am oberen Rand drei rote Ringe. Das obere Feld des Banners ist mit zwei, die Lätze sind mit drei schwarzen Querlinien durchzogen.

## Wirtschaft und Infrastruktur

### Verkehr
Die Hauptverkehrsachse Vorarlbergs führt durch das Rheintal, den Walgau und das Klostertal zum Arlberg, durch den das Bundesland unter anderem mit dem restlichen Österreich verkehrstechnisch verbunden ist.
Auf Ebene des Individualverkehrs ist diese Verkehrsachse mit der Rheintal/Walgau Autobahn A 14 und der Arlberg Schnellstraße S 16 (mit dem Arlberg-Straßentunnel) realisiert. Die meistbefahrenen Übergänge nach Tirol sind die Bielerhöhe, der Arlbergpass und der Arlberg-Straßentunnel sowie der Übergang ins Lechtal bei Warth. Für den grenznahen Raum bieten sich auch die Straßen- und Eisenbahnverbindungen über deutsches Gebiet nach Salzburg, Wien oder Graz, über die A 96, welche ab dem Grenzübergang Hörbranz die Verlängerung der die A 14 bildet, sowie über die Bahnstrecke Lindau–Memmingen–München an.
Im Bereich des öffentlichen Verkehrs bilden die Bahnstrecke Lindau–Bludenz und die Arlbergbahn die Hauptachse. Zusammen mit der Bahnstrecke Feldkirch–Buchs und der Bahnstrecke St. Margrethen–Lauterach werden diese Strecken von den ÖBB bedient. Daneben gibt es noch die von der Montafonerbahn betriebene Bahnstrecke Bludenz–Schruns. Die EuroCity-Züge von München nach Zürich halten in Vorarlberg im Bahnhof Bregenz. Die Railjet-Züge von Wien nach Zürich halten am Bahnhof Feldkirch, am Bahnhof Bludenz sowie am Bahnhof Langen am Arlberg. Die schmalspurige Bregenzerwaldbahn wurde um 1980 größtenteils stillgelegt. Nur ein kurzer Abschnitt wird heute noch als Museumsbahn betrieben. Seit dem 10. Dezember 2023 verkehrt auch die Westbahn zwischen Bregenz und Wien Westbahnhof.
In Vorarlberg werden mit Stand 2024 nur 10 % der Güter auf der Schiene transportiert, während der Österreich-Durchschnitt bei 30 % liegt. Der Güterbahnhof Wolfurt ist ein Container-Terminal und eine der wichtigsten Drehscheiben in Mitteleuropa zwischen China (via Wien) und den Seehäfen der Nordsee und dem Mittelmeer, seine – bis 2018 bereits erheblich gesteigerte – Kapazität soll bis 2029 verdoppelt werden.
Das Landbus-, Stadtbus- und Ortsbus-System (die meisten Linien verkehren im Halbstundentakt) komplettieren die öffentlichen Verkehrsmittel, die tariflich im Verkehrsverbund Vorarlberg integriert sind.
Im Unterschied zu den beiden anderen Bodensee-Anrainerstaaten Schweiz und Deutschland, die mehrere Linienfähren-Strecken, auf denen auch Fahrzeuge befördert werden, ganzjährig betreiben, hat die Bodenseeschifffahrt für Vorarlberg nur im touristischen Sektor Bedeutung. Die Vorarlberger Bodenseeflotte verkehrt nur im Sommerhalbjahr. Ein Schiff der Flotte heißt Vorarlberg, siehe dazu Fußachaffäre.
Vorarlberg hat nur einen Flugplatz für Sportflugzeuge sowie Hubschrauber in Hohenems. Weiterhin gibt es einen gewerblichen Hubschrauberbetreiber in Ludesch sowie einige Heliports für Rettungshubschrauber beispielsweise in Feldkirch, Nenzing, Schruns, Lech und Bludenz. Die nächsten Flughäfen sind Innsbruck in Österreich, Altenrhein und Zürich in der Schweiz, Friedrichshafen, Memmingen, München und Stuttgart in Deutschland.
Im Dezember 2008 wurden Vorarlberg von Seiten des Bundes Fördermittel in der Höhe von 4,7 Millionen Euro zur Durchführung eines Modellversuches für Elektroautos zugesprochen. Dabei wurden, vor allem im Rheintal, etwa 100 E-Wagen neu eingeführt, 50 davon wurden durch die Illwerke/VKW-Gruppe angeschafft und verleast. Der für die Fahrzeuge benötigte Strom wird durch erneuerbare Energien gewonnen. Bei der Ausschreibung für die Modellregion hatte sich das Land gegen Graz, Linz und Salzburg durchgesetzt.
Im Jahr 2017 lag der Motorisierungsgrad (Personenkraftwagen pro 1000 Einwohner) bei 535.

### Wirtschaftsstandort
Wirtschaftlich ist das Bundesland Vorarlberg eine der am frühesten entwickelten Industrieregionen Österreichs. Heute dominiert nicht mehr wie bis in die 1970er Jahre die fast ausschließlich vorherrschende Textilindustrie, sondern die feinmechanische und Elektroindustrie sowie der Tourismus (Lech und Zürs am Arlberg, Montafon, Bregenzerwald, Kleinwalsertal). Vorarlberg ist das am zweitstärksten industrialisierte Bundesland Österreichs mit der stärksten Exportorientierung (Exportquote der Industrieproduktion circa 70 %). Ein weiterer wichtiger Faktor sind die Grenzgänger in die Schweiz und nach Liechtenstein.
Im Vergleich mit dem Bruttoinlandsprodukt der Europäischen Union ausgedrückt in Kaufkraftstandards erreichte Vorarlberg 2014 einen Index von 139 (EU-27: 100).

### Industrie
Zu den großen Vorzeigeunternehmen mit internationaler Bedeutung zählen:
- ALPLA in Hard (Kunststoffverpackungen)
- Liebherr in Nenzing (Tiefbaumaschinen und Bagger)
- die Julius Blum GmbH und Grass in Höchst (Beschläge)
- Gebrüder Weiss in Lauterach (Transport und Logistik)
- Zumtobel in Dornbirn (Lichttechnik)
- Doppelmayr in Wolfurt (Seilbahnanlagenbau)
- Hirschmann Automotive in Rankweil (Automobilzulieferer)
- Rauch Fruchtsäfte in Rankweil und Nüziders sowie Pfanner in Lauterach (Fruchtsäfte)
- illwerke vkw AG in Bregenz (Stromwirtschaft)
- Getzner Textil in Bludenz sowie Wolford (Textilien)
- die Rhomberg Gruppe (Bau und Bahn) in Bregenz
- OMICRON electronics GmbH in Klaus (Prüf- und Diagnoseeinrichtungen für Betriebsmitteln in der elektrischen Energietechnik)[54]

Daneben haben sich auch einige bedeutende ausländische Großkonzerne mit strategischen Produktionsanlagen in Vorarlberg angesiedelt. Hier sind beispielsweise Liebherr und Norsk Hydro in Nenzing, Suchard in Bludenz und Hilti in Thüringen zu nennen. Zudem sind in Vorarlberg vier Brauereien angesiedelt.

### Dienstleistungsbetriebe
Im Jahre 2006 boten in Vorarlberg 51 Pflegeheime 2.147 Wohn-/Pflegeplätze an, davon 1.818 Pflegeplätze und 329 Wohnplätze in 1.914 genutzten Zimmern; davon sind 1.755 Einzelzimmer. 2006 wurden 3.687 Menschen betreut, davon kamen 1.152 nur vorübergehend in ein Pflegeheim.
Die Prostitution ist in Vorarlberg de facto verboten, da sie nur in vom Gemeindevorstand bewilligten Bordellen stattfinden darf und keine solchen Bewilligungen erteilt werden. 2011 bestanden etwa 70 bis 100 illegale Bordelle; das Gewerbe und die Kunden weichen auch in das benachbarte Schweizer Rheintal aus.

### Energie
Stromwirtschaft bildet heute einen wesentlichen Teil der Vorarlberger Wirtschaft, wobei Wasserkraft die Hauptenergiequelle ist. Diese wird vorwiegend für die Produktion von Spitzenstrom genutzt. Die Stromgewinnung aus Wasserkraft (ohne Strom aus Pumpspeicherung) betrug in den Jahren 2015 bis 2019 durchschnittlich 2560 GWh/Jahr, was einer Dauerleistung von 292,2 Megawatt entspricht.
Der größte Stromerzeuger und -verkäufer Vorarlbergs sind die illwerke vkw. Sie produzieren – vor allem durch Wasserkraft – etwa drei Viertel des in Vorarlberg verbrauchten Stroms.
Aufgrund eines bereits jahrzehntelang bestehenden und bis Ende 2041 verlängerten Abkommens hat die baden-württembergische EnBW Zugriff auf die Hälfte der Speicher- und Regelenergie der Pumpspeicherwerke und trägt anteilig die Kosten des Betriebs.
Insgesamt ist Vorarlberg trotz des reichlichen Niederschlagsangebots von 1900 mm/a und der Gebirgslandschaft seit 2003 Nettostromimporteur. Nur von Mai bis September kann es Strom exportieren, im Dezember und Jänner kann Vorarlberg lediglich 40 % seines Strombedarfs aus eigener Erzeugung decken (Daten von 2020).
In Blons befindet sich eine Solaranlage, die bei ihrer Inbetriebnahme 2003 die größte Europas war.
Strom aus Windkraft wird in Vorarlberg (Stand: 2023) nicht kommerziell gewonnen. Laut einer Studie aus dem gleichen Jahr ließe sich Windstrom unter anderem wegen der Topografie und aus Erschließungsgründen nur auf 4 % der Landesfläche rentabel gewinnen.
Das Vorarlberger Erdgasnetz ist, ebenso wie das Tiroler, nicht direkt mit dem übrigen österreichischen Leitungssystem verbunden. Innerösterreichische Gasflüsse nach und von Vorarlberg und Tirol sind nur über auf deutschem Territorium liegende Leitungen möglich, wofür 2022 ein Vertrag zwischen Österreich und der Bundesrepublik geschlossen wurde.

### Tourismus
Das Bundesland Vorarlberg ist ein beliebtes Reiseziel. Die Tourismuswirtschaft nimmt allerdings verglichen mit der Gesamtwirtschaftsleistung eine verhältnismäßig geringe Rolle ein. Im Sektor „Beherbergung und Gastronomie“ liegt die Bruttowertschöpfung Vorarlbergs über dem Österreichniveau (6,83 % zu 5,3 %; alle Zahlen von 2018). Die Vorarlberger Tourismuswirtschaft verzeichnet jährlich rund zwei Milliarden Euro Umsatz und bietet rund 13.000 Ganzjahresarbeitsplätze. Die Urlaubsgäste verbuchen über 8,6 Millionen Nächtigungen im Jahr. Gästeankünfte zählt die Landesstelle für Statistik jährlich rund 2,2 Millionen.
In- und ausländischen Gästen standen in der Wintersaison 2018/19 rund 63.900 Betten und in der Sommersaison 2019 rund 59.000 Betten in gewerblichen und privaten Beherbergungsbetrieben zur Verfügung. Die Wintersaison 2018/2019 blieb mit rund 5,0 Millionen Nächtigungen und 1,2 Millionen Ankünften knapp unter dem Vorjahresniveau. Mit 1.236.000 Gästeankünften und 5.031.200 Übernachtungen wurde annähernd wieder das Spitzenergebnis des Winters 2017/18 erreicht. Im Vorjahresvergleich gingen die Ankünfte um 1,1 % und die Nächtigungen um 1,3 % (‐67.200) zurück. Die Sommersaison 2019 zeigte deutliche Zuwächse gegenüber dem Sommer 2018. In der Sommersaison 2019 besuchten rund 1.284.400 Gäste Vorarlberg (+3,2 % im Vergleich mit Sommer 2018). Diese buchten 4.183.100 Übernachtungen (+4,0 % im Vergleich zu Sommer 2018).
Die Herkunftsländer der Urlaubsgäste in Vorarlberg sind Deutschland (54 %), Österreich (17 %), Schweiz (12 %), Niederlande (6 %), Frankreich (2,4 %), Belgien/Luxemburg (1,4 %), Großbritannien (1,3 %), Italien (1 %), Schweden/Dänemark (0,8 %), Tschechien, Polen, Russland (0,8 %). Wichtigste Tourismusregion im Jahr 2019 ist das Montafon (Nächtigungsanteil 2019: 21,47 %), gefolgt vom Bregenzerwald (20,16 %) und dem Kleinwalsertal (19,22 %). Im Kalenderjahr 2019 erzielte die Region Bodensee-Vorarlberg (+95.151) ein überdurchschnittlich hohes Nächtigungsergebnis, das sich durch die im Juli durchgeführte Gymnaestrada erklären lässt (Nächtigungsanteil 2019: 16,04 %). Ebenso konnte die Alpregion Bludenz (+19.100) mit einem Nächtigungsanteil von 12,56 % einen deutlichen Nächtigungszuwachs erzielen. Nächtigungseinbußen registrierten 2019 die Destinationen Montafon (-34.600) und Arlberg (- 15.000 Nächtigungen, Nächtigungsanteil: 10,56 %).
Der spätere Nobelpreisträger Ernest Hemingway verbrachte die beiden Winter 1924/25 und 1925/26 mit Familie in Vorarlberg, wo er in Schruns und Gaschurn mehrere Monate lebte. Durch seine Erzählungen über die Region in seinem Roman Paris – Ein Fest fürs Leben besitzt die Gegend besonders in den USA eine hohe Bekanntheit als Winterdestination.

### Tendenzen
Die Wirtschaftsentwicklung Vorarlbergs wurde in den 2000er Jahren als „sehr positiv und wird für die Zukunft dynamischer eingeschätzt als für die Nachbarländer“, das galt auch für die prognostizierten Bevölkerungs- und Beschäftigtenzuwächse im Vergleich zu den benachbarten Staaten, mit Ausnahme von Liechtenstein.
Die Arbeitslosenquote in Vorarlberg lag im Jahr 2012 mit 5,6 % um 0,9 Prozentpunkte unter dem österreichweiten Durchschnitt.

### Hochschulen und Forschungseinrichtungen
- Fachhochschule Vorarlberg (Dornbirn)
- Zentrum für Fernstudien (JKU/Fernuniversität Hagen)[72]
- Forschungsinstitut für Textilchemie und Textilphysik (Dornbirn)
- Institut für Atemgasanalytik (Dornbirn)
- Vorarlberger Institut für vaskuläre Medizin (VIVIT)
- Vorarlberger Landeskonservatorium (Feldkirch)
- Pädagogische Hochschule Vorarlberg (Feldkirch)

### Medienlandschaft
Im Bereich der Druckmedien dominiert die Tageszeitung Vorarlberger Nachrichten, die neben der Neuen Vorarlberger Tageszeitung unter dem Dach von Russmedia (ehemals Vorarlberger Medienhaus) der Verlegerfamilie Russ erscheint. Zur herausgeberischen Linie der VN gehörten in der Vergangenheit häufig Kampagnen, die Vorarlberg als eigenständige Einheit gegenüber „Restösterreich“ (insbesondere dem sozialdemokratisch dominierten Wien als historischem „Feindbild“) propagierten (siehe auch Fußachaffäre).
Im Zeitungssektor kam es häufig zu gerichtlichen Auseinandersetzungen zwischen dem Vorarlberger Medienhaus und anderen Verlegern, die das Vorarlberger Medienhaus in einer Art Monopolstellung sehen. Das Vorarlberger Medienhaus hält auch Anteile am Privatsender Antenne Vorarlberg. Diesem Medienaufgebot kann sich in Ansätzen nur der öffentlich-rechtliche Österreichische Rundfunk entgegensetzen, mit dem täglichen regionalen Fernsehnachrichtenprogrammfenster sowie dem Radiosender Radio Vorarlberg. Am 5. März 2007 hat die erste Analogabschaltung in Österreich stattgefunden, damit wurde die endgültige Umstellung auf digitales TV (DVB-T) gestartet.

### Einrichtungen der Verwaltung
Die Verwaltung ist in Vorarlberg traditionell dezentral organisiert. Das liegt zum einen daran, dass Vorarlberg bis 1918 kein eigenständiges Land war, deshalb auch keine Landeshauptstadt besaß und die Einrichtungen auf die größten Städte aufgeteilt wurden. Zum anderen ist Bregenz zwar Sitz von Landtag und Landesregierung, nimmt als drittgrößte Stadt des Landes jedoch nicht die zentrale Stellung ein, wie es Landeshauptstädte in den meisten anderen Bundesländern für gewöhnlich tun. So kann das gesamte Rheintal, insbesondere die drei größeren Städte Bregenz, Dornbirn und Feldkirch, als das eigentliche politische und gesellschaftliche Zentrum Vorarlbergs angesehen werden.
Einrichtungen mit landesweiter Bedeutung in den einzelnen Städten und Gemeinden, die normalerweise in der Landeshauptstadt angesiedelt sind, sind beispielsweise:
- Bregenz: Landesregierung, Landespolizeidirektion, Militärkommando, Landesbibliothek, Landesarchiv, Landesmuseum, Landestheater, Bildungsdirektion Vorarlberg (Schulaufsicht), Kunsthaus Bregenz, Bregenzer Festspiele, Landwirtschaftskammer, Landesstelle der Versicherungsanstalt öffentlich Bediensteter, Eisenbahnen und Bergbau
- Wolfurt: Güterbahnhof (Terminal Wolfurt) für das gesamte Rheintal – daraus resultierend: Postamt Wolfurt-Bahnhof als größtes und wichtigstes Postamt, Zollamt Wolfurt-Bahnhof und Sitz der ÖBB-Postbus AG
- Dornbirn: ORF-Landesstudio, Fachhochschule, Landesstelle der Österreichischen Gesundheitskasse, Landesstelle der Pensionsversicherungsanstalt, Wirtschaftsförderungsinstitut der Wirtschaftskammer, Ärztekammer, Marke Vorarlberg, Startup Vorarlberg, WISTO - Wirtschafts-Standort Vorarlberg GmbH
- Feldkirch: Sitz der Diözese, Landesgericht, Verkehrsverbund Vorarlberg, Hauptzollamt für Vorarlberg, Arbeiterkammer, Österreichischer Gewerkschaftsbund, Wirtschaftskammer, Pädagogische Hochschule, Landesstelle der Sozialversicherungsanstalt der Selbständigen, größtes Landeskrankenhaus (Landeskrankenhaus Feldkirch), Finanzlandesdirektion für Vorarlberg, Stella Vorarlberg Privathochschule für Musik, Landesvermessungsamt, Landesfeuerwehrschule
- Lustenau: Industriellenvereinigung, Sitz der Internationalen Rheinregulierungsbehörde, wichtigstes Zollamt an der Schweizer Grenze, zentrales Erdöllager für ganz Vorarlberg

## Kultur und Brauchtum
Vorarlberg bietet kulturelle Angebote vor allem in den Städten. Neben Theatersälen und Kinos ist die Seebühne mit den Bregenzer Festspielen zu erwähnen.
Weiters sind Kulturfestivals wie die Schubertiade in Hohenems und Schwarzenberg, die Montforter Zwischentöne in Feldkirch, das Poolbar-Festival in Feldkirch, die Montafoner Resonanzen, der Walserherbst, die Klassik Krumbach, das Tanzfestival Bregenzer Frühling, das Theaterfestival Luaga & Losna, der Vorarlberger Brauchtumsfestival Walserherbst, der Blumenegger Sommer, die Alpinale, Schifffahrten auf dem Bodensee, und Pilgerwege (z. B. der Jakobsweg) zu erleben.
Ständige Kleinkunstveranstalter sind das Theater Kosmos  (Bregenz), der Spielboden (Dornbirn), das Theater am Saumarkt (Feldkirch), die Remise (Bludenz), die Villa Falkenhorst (Thüringen) und der Kulturverein Bahnhof (Andelsbuch).

### Brauchtum
In Vorarlberg werden das ganze Jahr über viele Bräuche und traditionelle Feste gepflegt, die insbesondere vom alemannischen Sprach- und Kulturraum geprägt sind (siehe Vorarlberger Brauchtum).

#### Tracht
Trachten haben in Vorarlberg eine lange Tradition. Viele Täler und Dörfer haben ihre eigene Art von Tracht, jede mit besonderen Merkmalen aus bestimmten Stilepochen. Die Bregenzerwälder Tracht ist die älteste, sie stammt aus dem 15./16. Jahrhundert und wird auch „d’Juppô“ („Juppe“) genannt. Die Montafoner Tracht ist vom Barock inspiriert. Eine ganze Tracht besteht aus mehreren Elementen: der Juppe (Schürze), einer Kopfbedeckung (Mützen, Hüte), einer Bluse, einer „Tschopa“ (Jacke) und Strümpfen. Auch die Frisur, zum Beispiel geflochtene Haare, kann Teil der Tracht sein.
In den 1970er Jahren trugen nur wenige Vorarlbergerinnen Trachten. Grund dafür waren strenge Vorschriften. Zum Beispiel sollten Bregenzerwälder Damen mit kurzen Haaren keine Tracht tragen, weil ihr Haar zu kurz für die passende Frisur („Wälderzöpfe“) war. Erst als in den 1990er Jahren die Vorschriften gelockert und die Tracht individueller wurde, wurde das Tragen von Tracht populärer. Heute wird traditionelle Tracht hauptsächlich zu festlichen Anlässen getragen. In der Juppenwerkstatt Riefensberg werden Trachten noch auf die traditionelle Weise hergestellt.

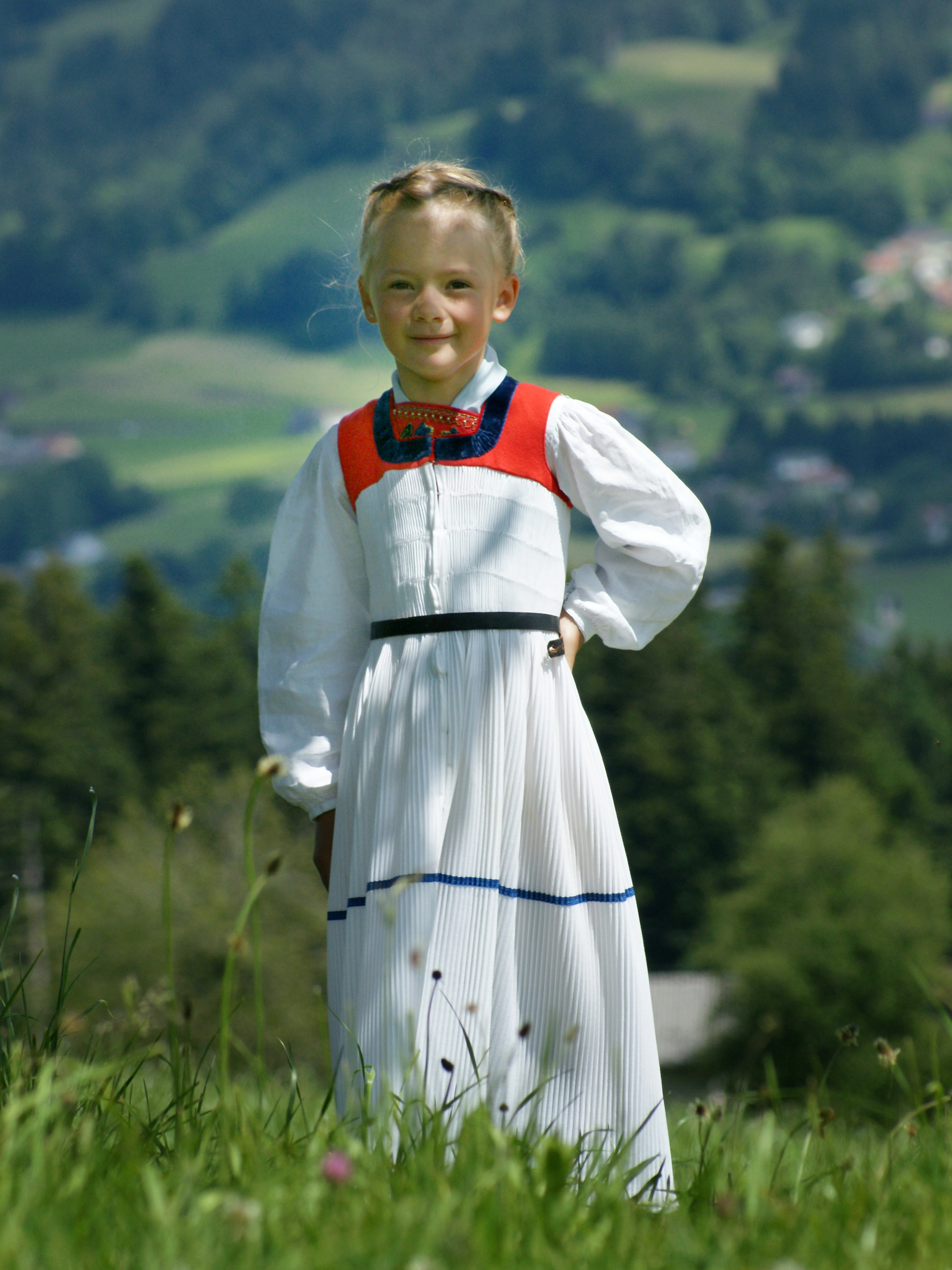
Bregenzerwälder Tracht: Mädchen in weißer Juppe
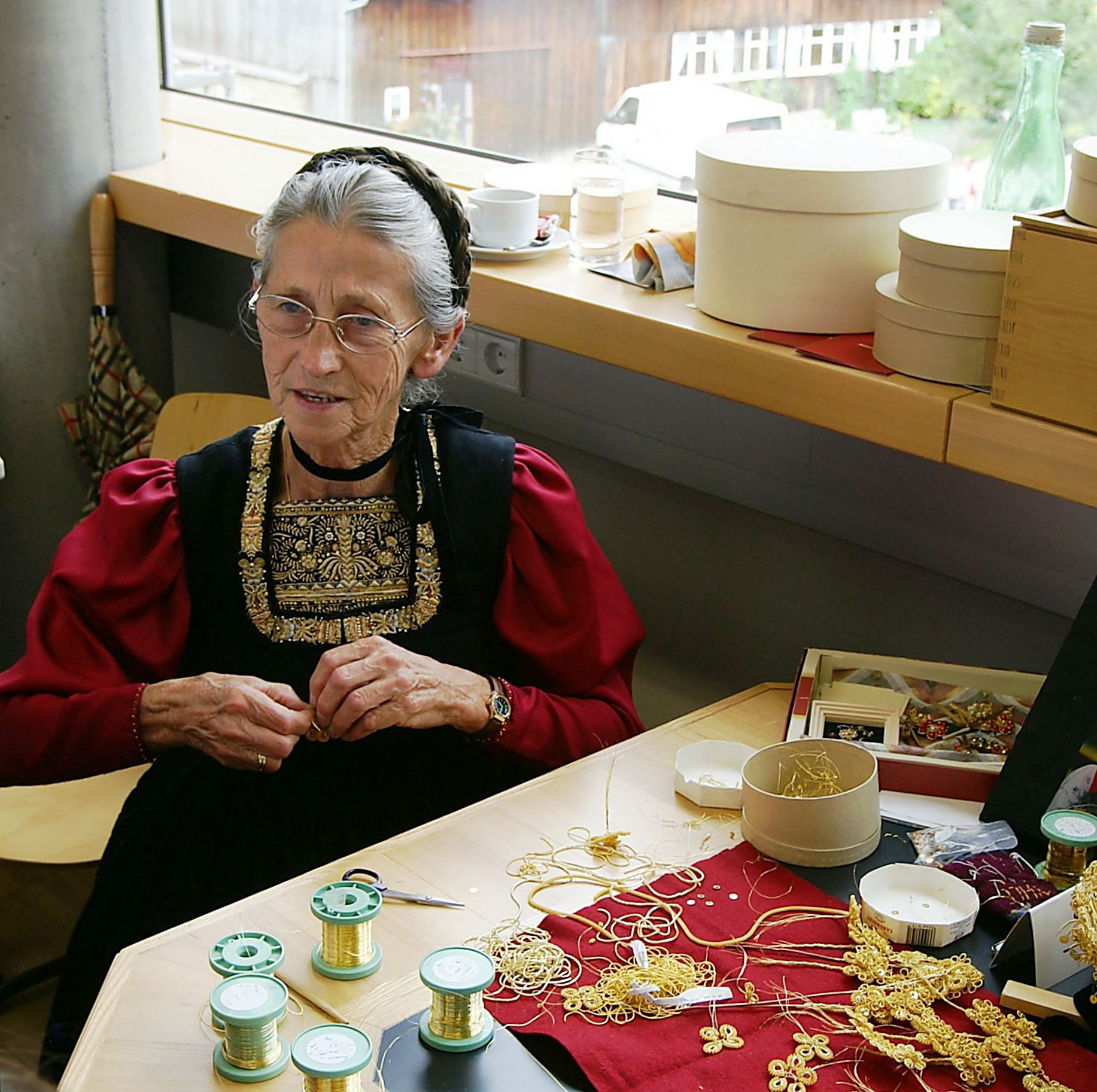
Frau stellt traditionelles Juppenkostüm in Bezau her (2007)
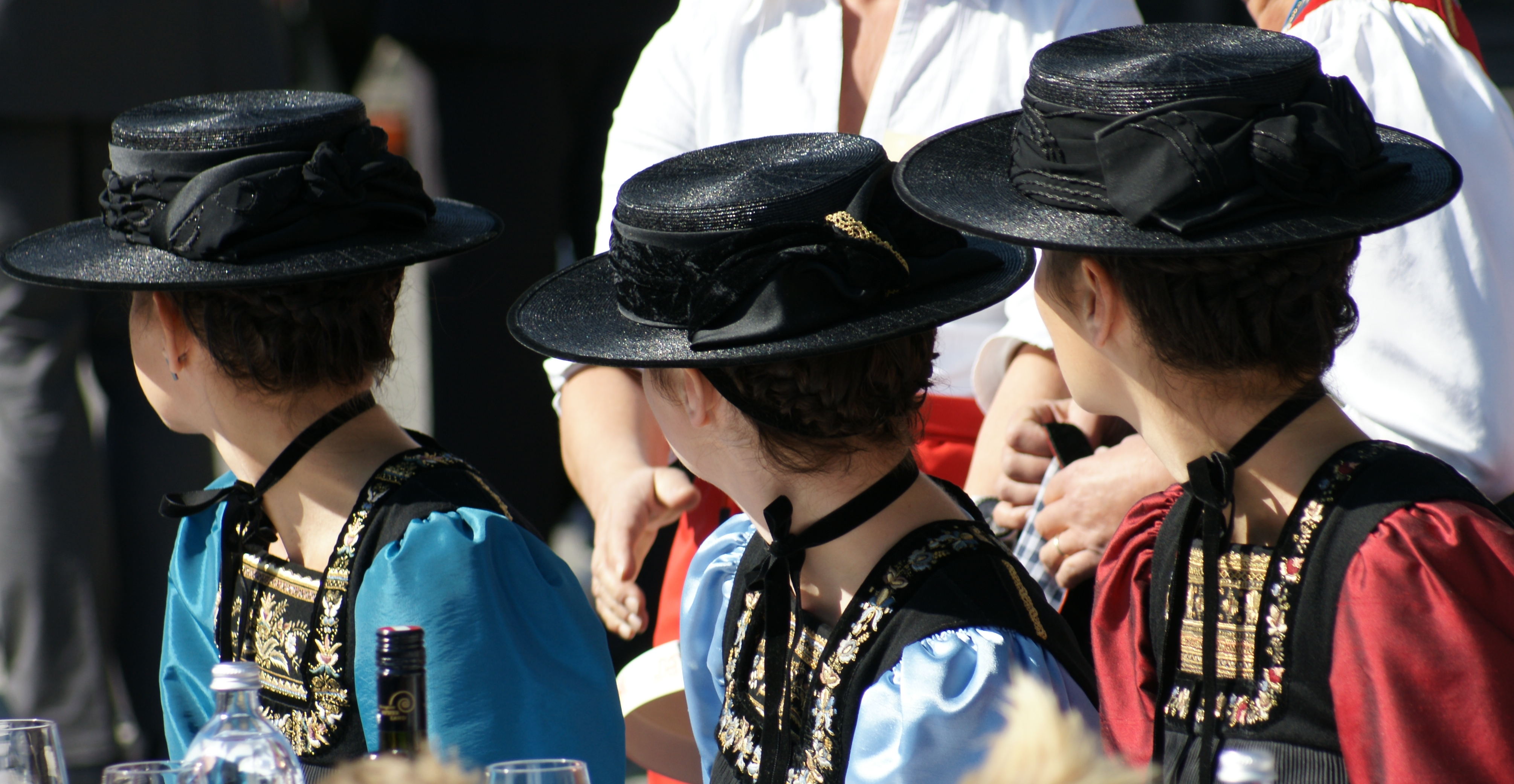
Drei Frauen tragen Bregenzerwälder Tracht and „Schäohüte“ (Sommerstrohhüte)

### Alpwirtschaft
Die Dreistufenwirtschaft ist die Grundlage der traditionellen Käseherstellung in Vorarlberg und führte zur Herausbildung einer ausgeprägten Käsekultur.

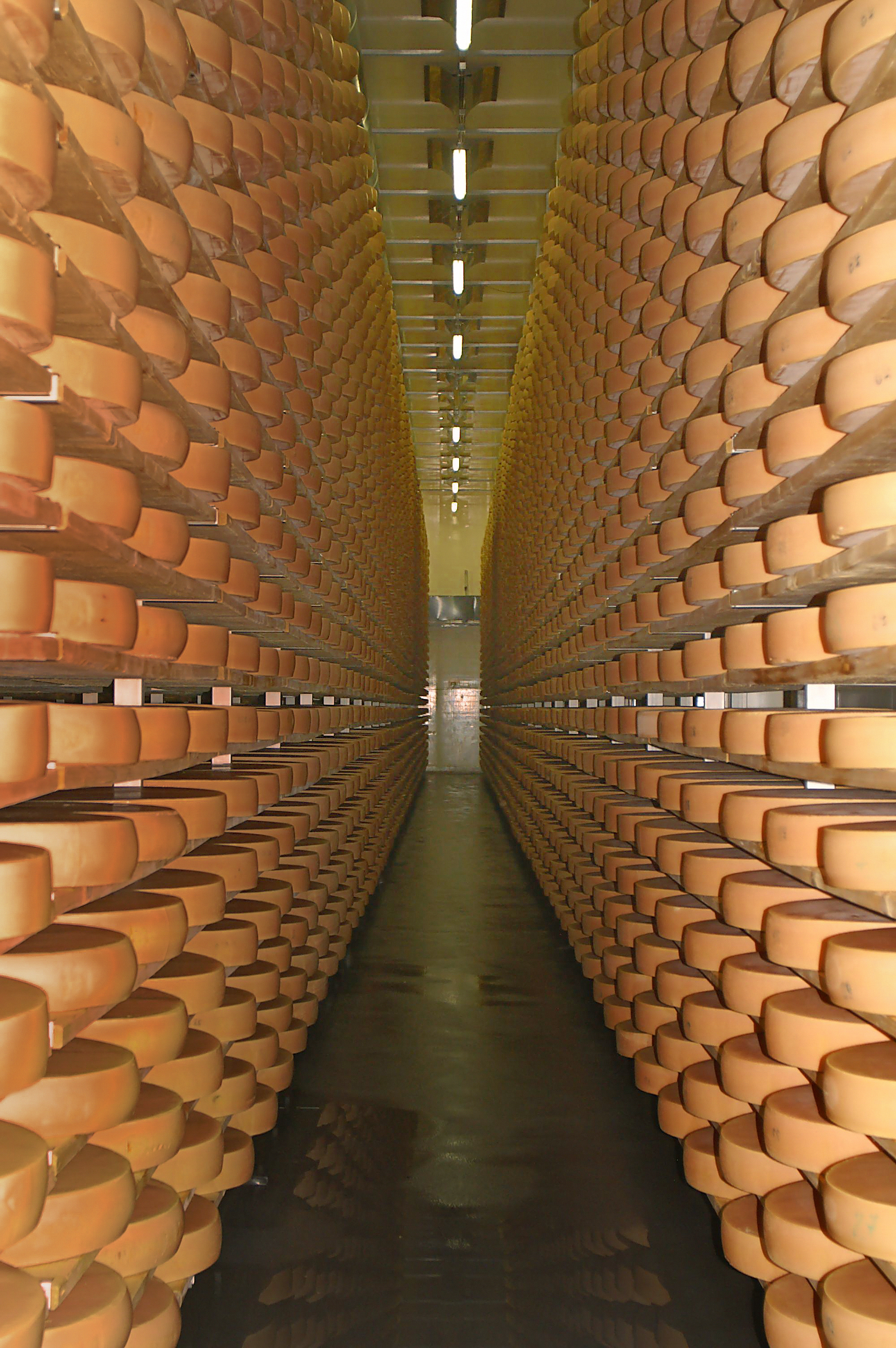
Käsekeller in Lingenau

Landwirte treiben ihr Vieh dorthin, wo Futter verfügbar ist. Deshalb wechseln sie je nach Jahreszeit mehrmals im Jahr den Stall. Die Alpwirtschaft wird „Dreistufenwirtschaft“ genannt, weil die Alpen in drei Stufen bewirtschaftet werden:
1. Vorsäß/Maisäß: Am Ende des Frühlings wird das Vieh vom Hof im Tal auf das Vorsäß (eine Alp in mittlerer Höhe, ca. 1500 m) getrieben.
2. Hochalpe: Anfang Juli wird das Vieh auf Hochalpen oberhalb der Baumgrenze (ca. 1600 bis 2000 m) getrieben.
3. Alpabtrieb: Im September/Oktober wird das Vieh festlich geschmückt und zurück ins Vorsäß getrieben.[76]

Die Vorarlberger Alpkultur sorgt dafür, dass Kühe aufgrund ihrer speziellen Ernährung eine hochwertige aromatische Milch, die sogenannte Heumilch, abgeben. Die Verwendung von Heumilch bei der Käserei trägt zu dem unverwechselbaren Geschmack bei, der mehr als 30 regionale Käsesorten ausmacht, darunter der Vorarlberger Alpkäse und der Vorarlberger Bergkäse. Die UNESCO hat die Alpkultur im Bregenzerwald 2011 zum immateriellen Kulturerbe erklärt. Dank Subventionen kann die traditionelle Alpkultur auch im 21. Jahrhundert fortgeführt werden. Ein Beispiel für eine Initiative für die Alpwirtschaft ist die KäseStraße Bregenzerwald.
Die Käsekultur spielt seit Jahrhunderten eine bedeutende Rolle für die Wirtschaft Vorarlbergs. Im Bregenzerwald waren es die Kelten, die Viehzucht und alpine Landwirtschaft in die Region brachten. Von 15 v. Chr. bis zum Fall des Römischen Reiches besetzten die Römer den Bregenzerwald und übernahmen die Anbaumethoden der Kelten. Ab dem 5. Jahrhundert siedelten sich die Alemannen an, die Weiden gemeinschaftlich nutzten (Allmenden) und im 9. Jahrhundert das Handwerk der Käserei an die Klostermitglieder weitergaben.

### Küche
Käse und Milchprodukte spielen in der Vorarlberger Küche eine große Rolle und finden sich in vielen traditionellen Gerichten wieder. Typische Gerichte aus der Region sind: Käsespätzle oder Käsknöpfle (Teignocken mit Käse und Zwiebeln), Riebel (Gericht aus Mais und Weizengrieß, scharf oder süß serviert), Flädlesuppe (Brühe mit herzhaften Pfannkuchenstreifen), Grumpara mit Käs (Pellkartoffeln mit Käse), Öpfelküachle (Äpfel im Pfannkuchenteig gebacken, mit Zucker und Zimt belegt). Auch das aus der Schweiz stammende Mostbröckle ist ein sehr beliebtes Produkt.
Bekannte hochprozentige Getränke sind der Fraxner Kirsch, ein Kirschwasser aus Fraxern, und der Edelbrand Subirer, ein Obstler aus Sau-Birne.

#### Käse aus Vorarlberg
Vorarlberger Bergkäse: Die Textur des Bergkäses ist eher hart, manchmal mit kleinen Löchern oder Rissen, mit einem kräftigen Geschmack, der manchmal nussig ist. Bergkäse im engeren Sinne ist ein Käse, der im Mittelgebirge (zwischen 600 und 1500 m) hergestellt wird. Als Beispiel ist der Großwalsertaler Bergkäse namens „Walserstolz“ anzuführen.
Vorarlberger Alpkäse: Alpkäse ist ein Hartkäse, der in Geschmack und Konsistenz dem Bergkäse ähnelt. Der Unterschied zwischen diesen Käsesorten liegt in der Herstellung. Bergkäse wird ganzjährig hergestellt, also auch im Winter, wenn die Tiere im Stall sind und mit Heu gefüttert werden. Alpkäse ist ein Saisonprodukt, das nur im Sommer zwischen Mai und September auf Hochgebirgswiesen über 1500 m (Almen oder Alpen) hergestellt wird, wo die Tiere Alpenkräuter abweiden.
Sura Kees („saurer Käse“): Der ursprünglich aus dem Montafon stammende Sura Kees ist dort seit dem 12. Jahrhundert bekannt und ähnelt dem Tiroler Graukäse. Er ist ein Magerkäse mit einem milden Aroma, das an Frischkäse erinnert, sein Geschmack variiert von leicht scharf bis säuerlich, immer mit einem salzigen Unterton. Der Sura Kees wird normalerweise mit Essig, Öl und Zwiebeln serviert oder allein auf Schwarzbrot oder mit Kartoffeln gegessen.

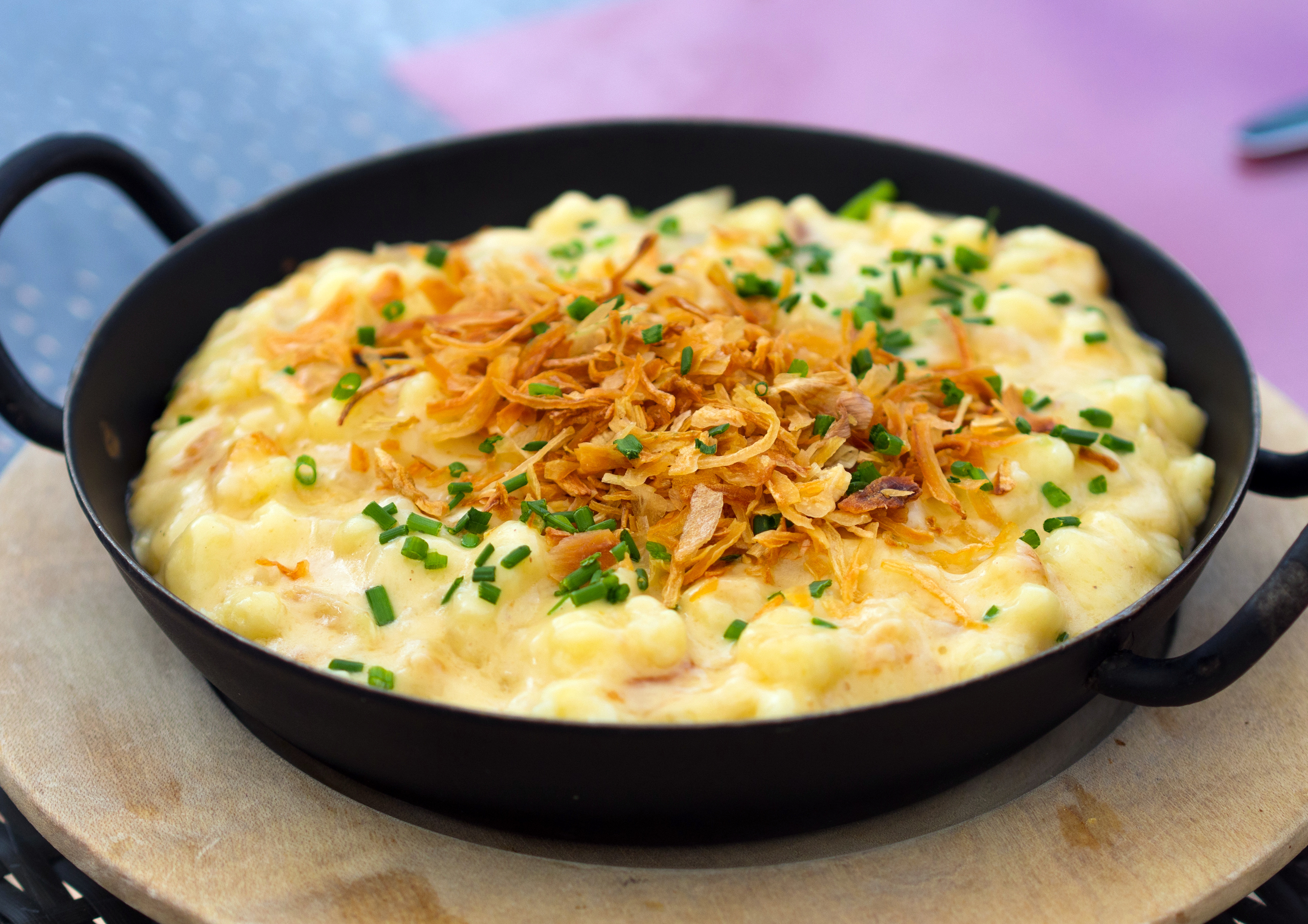
Käsespätzle
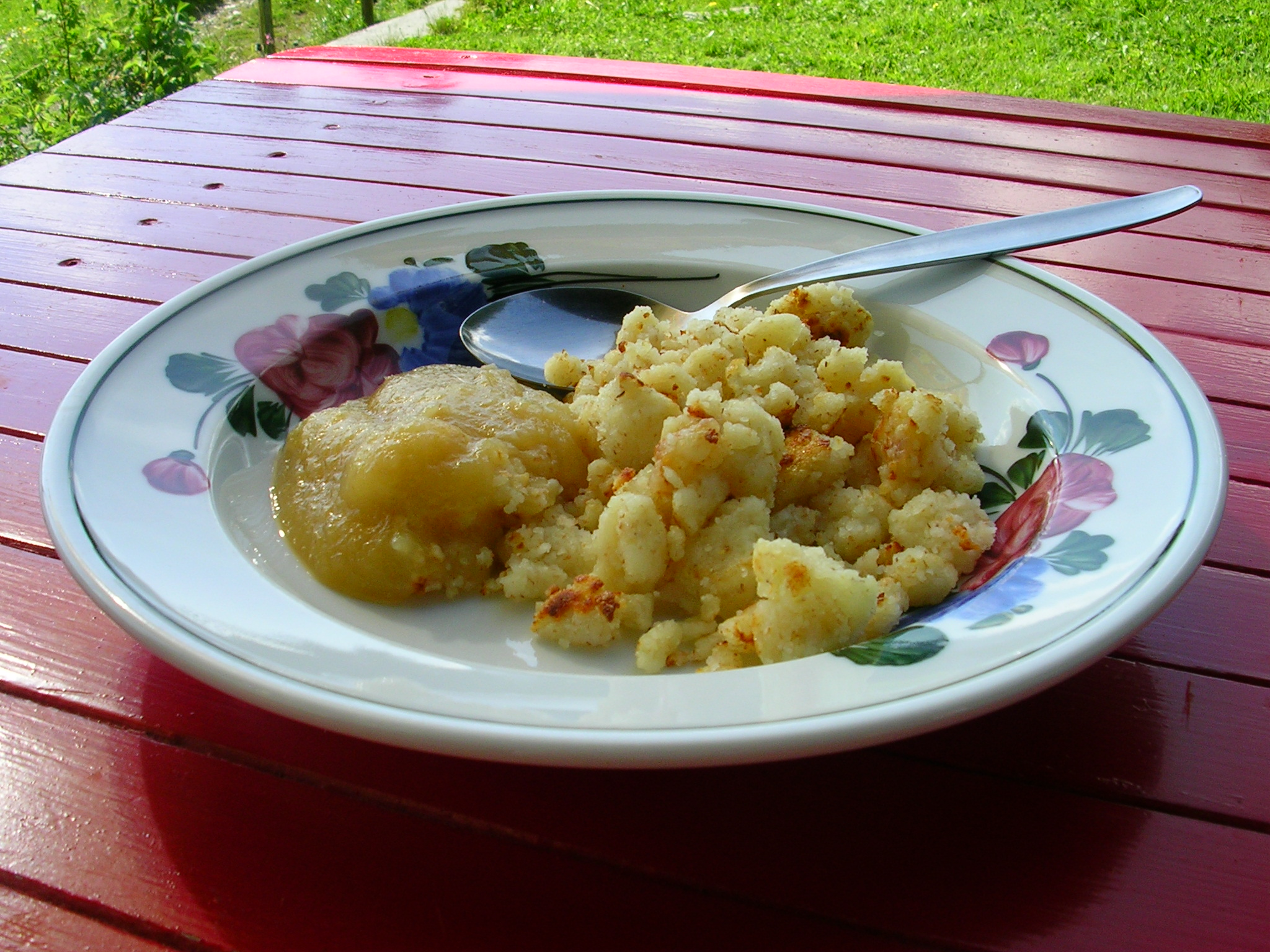
Riebel mit Apfelmus
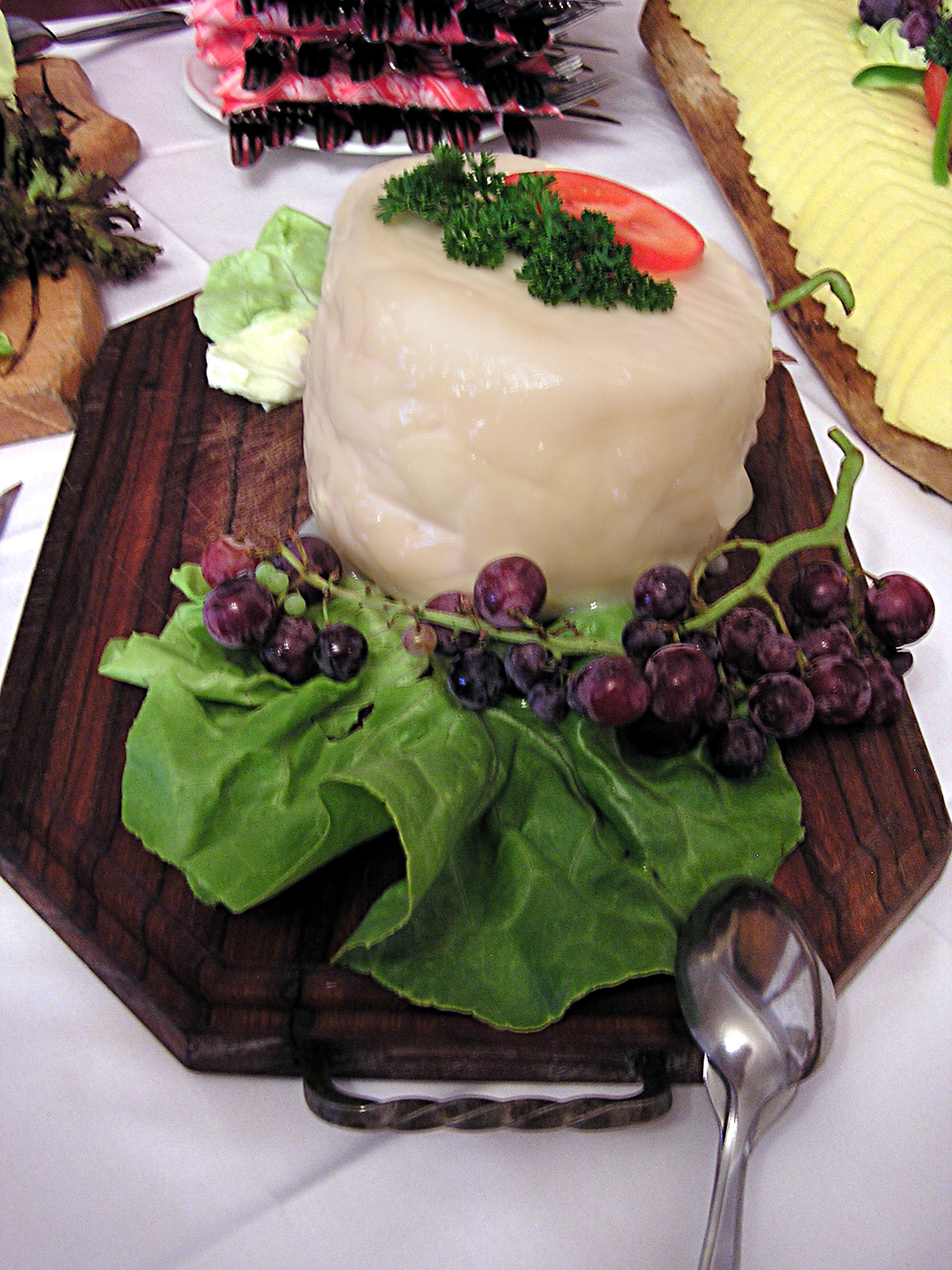
Sura Kees

### Architektur

#### Die Barockmeister der Auer Zunft im 17./18. Jahrhundert

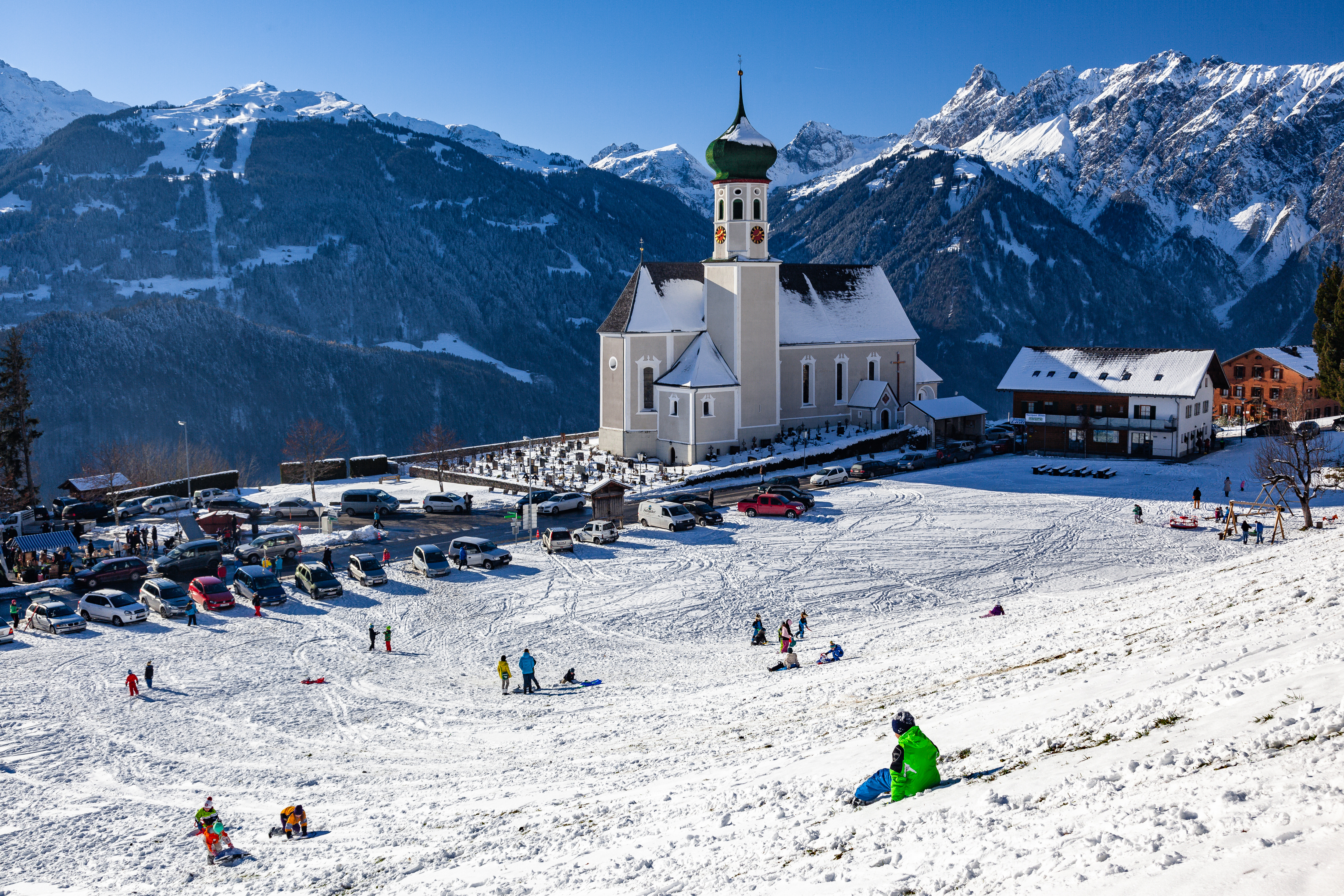
Hl.-Bartholomäus-Kirche und Friedhof in Bartholomäberg

1651 gründete Michael Beer die Auer Zunft, eine bedeutende Gemeinschaft der Vorarlberger Bauhandwerker, Bildhauer und Zimmerleute, welche auf den Barockbau spezialisiert waren. In Au-Schoppernau waren von 1670 bis 1700 mehr als 90 Prozent aller männlichen Arbeitskräfte Bauleute. Speziell aus dem Bregenzerwald, aber auch aus anderen Teilen des heutigen Vorarlbergs stammende Baumeister und Handwerker wirkten federführend an 600 Kirchen und Klöstern mit, die im 17. und 18. Jahrhundert im Barockstil errichtet wurden. Von den mehr als 700 größeren Bauaufträgen an Vorarlberger erhielten Mitglieder der Auer Zunft 60 Prozent.
Die Auer Meister bildeten in jener langen Baukonjunktur über 1800 Lehrlinge aus. Diese neuen Baumeister waren im gesamten Bodenseeraum, aber auch im Elsass und in Böhmen tätig. Bekannte Werke der Barockbaumeister sind etwa die Klöster und Kirchen in Birnau, Weingarten und Einsiedeln.
Viele bedeutende Mitglieder der Auer Zunft kamen aus den Architektenfamilien Beer, Moosbrugger und Thumb.

#### Vorarlberger Bauernhäuser
Für die historische Architektur Vorarlbergs sind im Besonderen die eigenständigen Bauformen des Bregenzerwälderhauses und des Montafonerhauses typisch. Diese wurden in Stein-Holz-Mischbauweise erbaut; die ältesten erhalten Beispiele stammen aus dem 15. Jahrhundert. Im Zentrum von Schwarzenberg befinden sich einige gut erhaltene und relativ einheitliche Bregenzerwaldhäuser die nach dem großen Brand von 1755 errichtet wurden.
Das Rheintalhaus ist die traditionelle bäuerliche Hausform in Dornbirn und den umliegenden Gemeinden im Vorarlberger Rheintal.

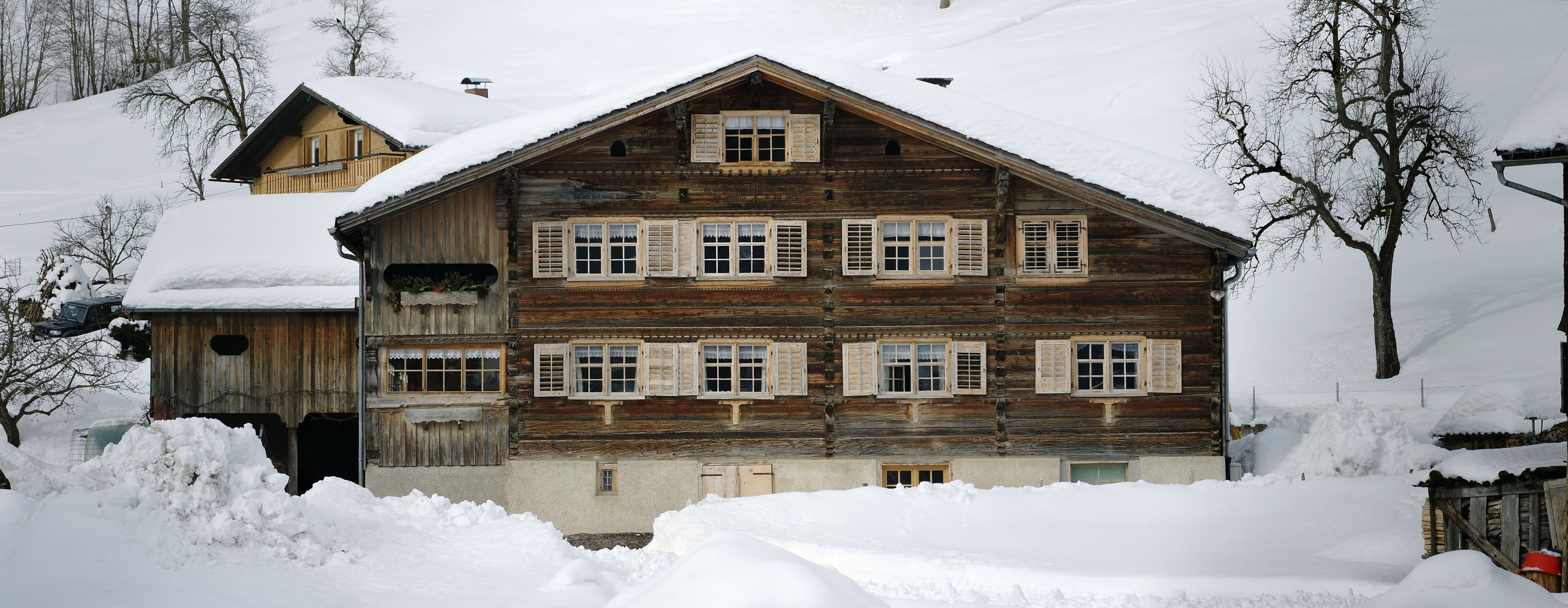
Bregenzerwälderhaus in Schwarzenberg
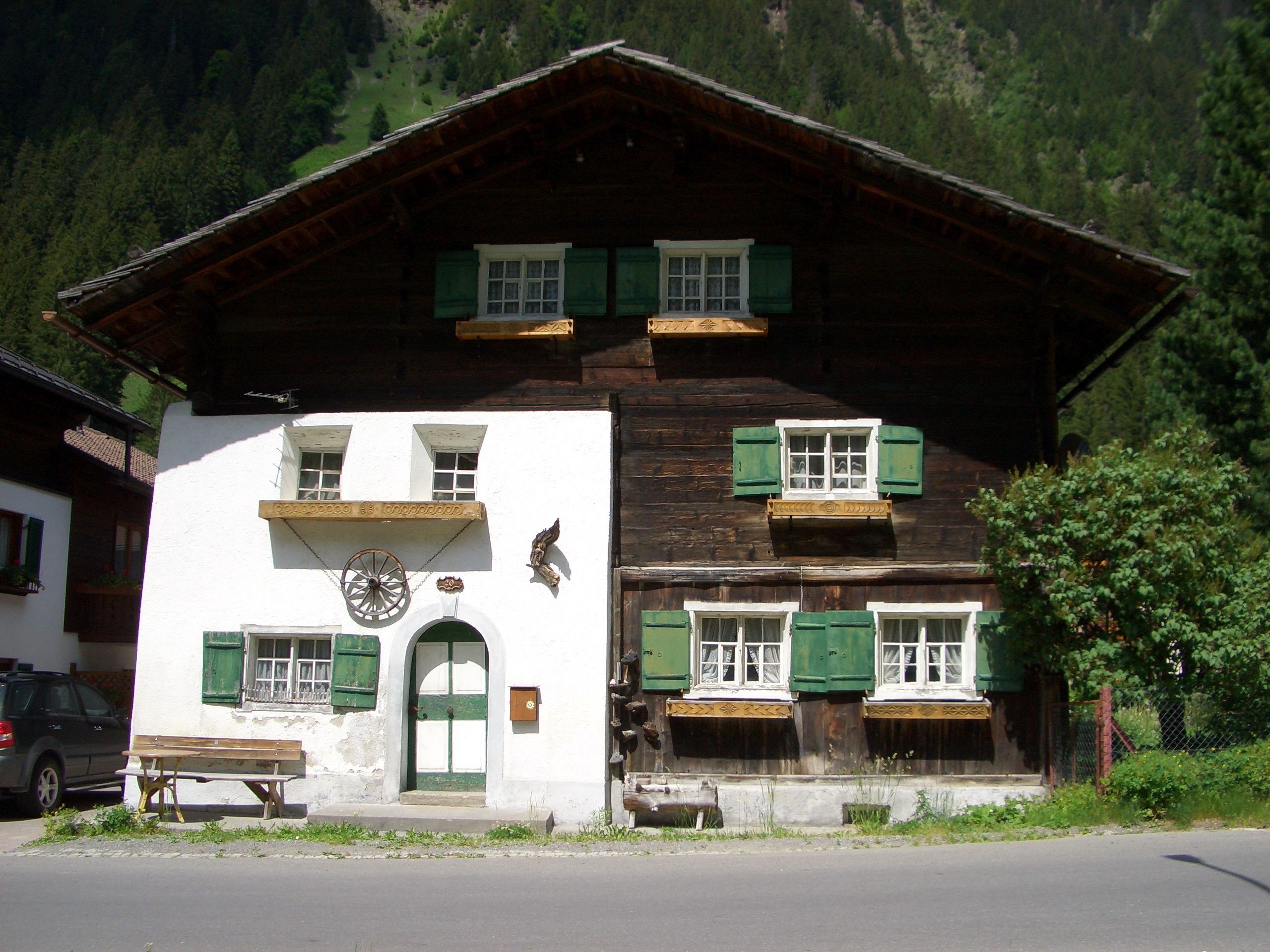
Montafonerhaus in Partenen
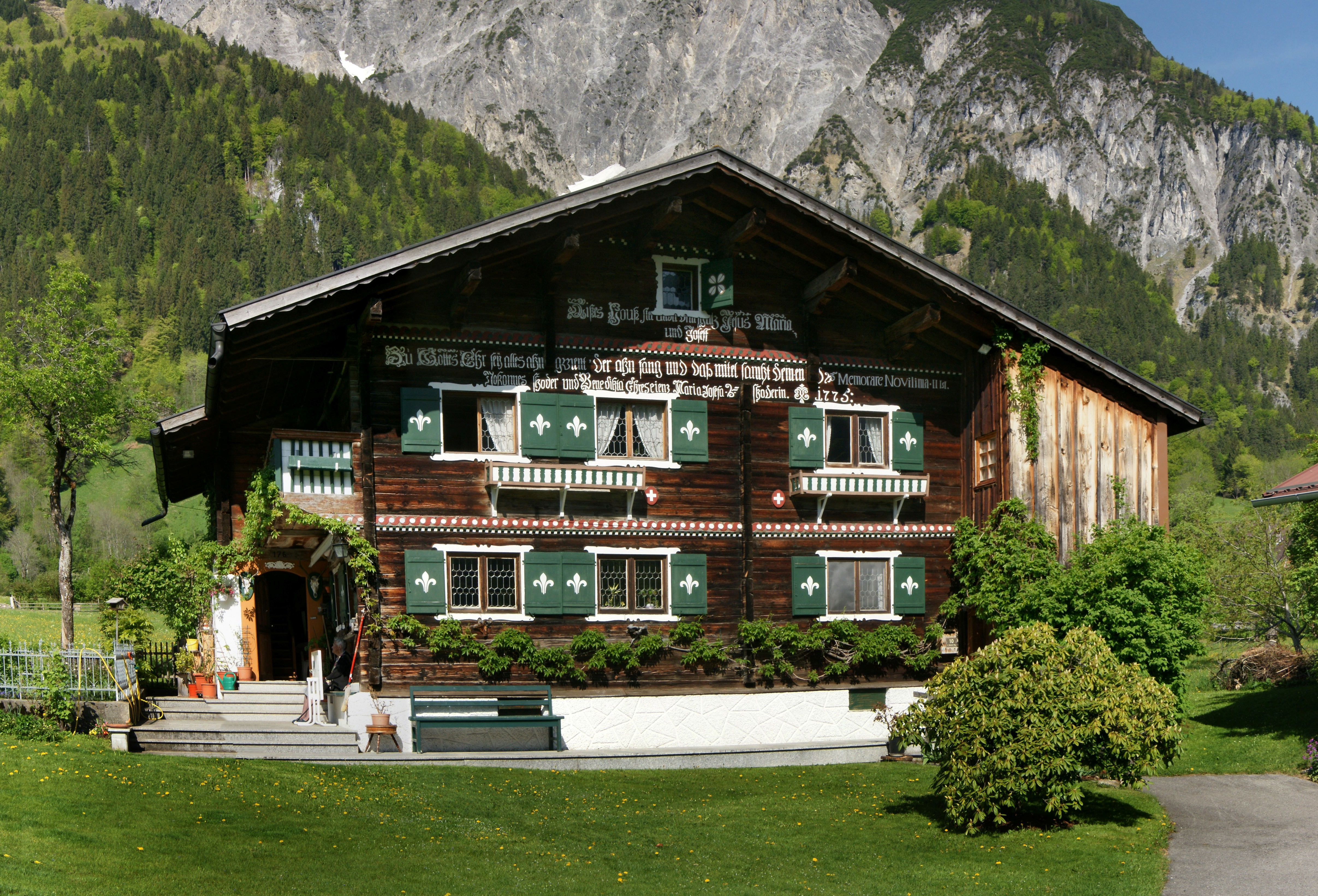
Walserhaus in Vandans
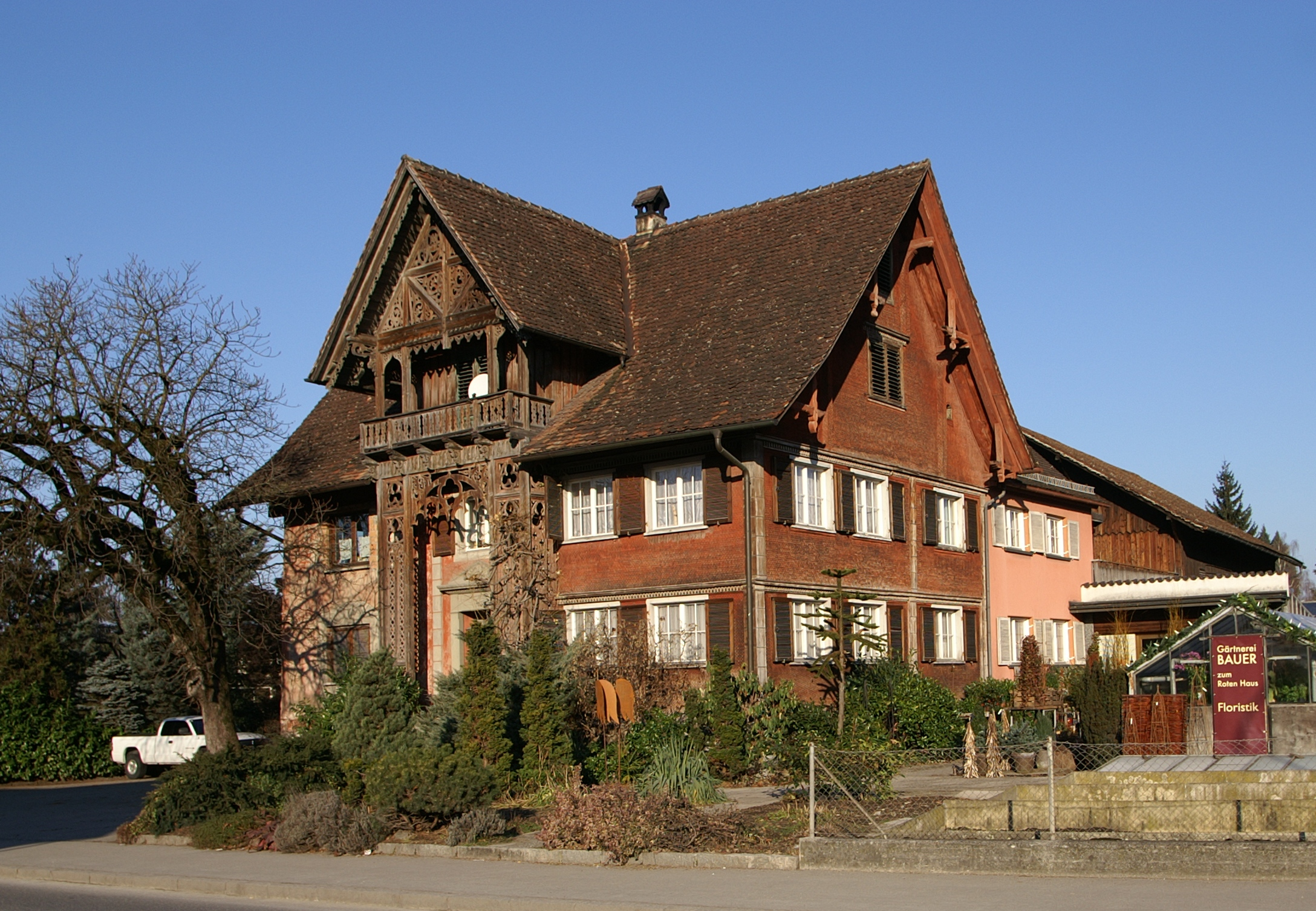
Rheintalhaus in Rankweil

#### Die Neue Vorarlberger Bauschule und die moderne Architektur
Die moderne Vorarlberger Architekturszene seit den 1980er Jahren ist europaweit anerkannt. Sie hat Vorarlberg mit der Neuen Vorarlberger Bauschule zu einem Label für eine anspruchsvolle Architekturhaltung in der Auseinandersetzung zwischen traditioneller Bauweise und moderner Interpretation gemacht. Die Vorarlberger Bauschule gilt als ein Vorreiter der Neuen Alpenarchitektur. Die zentrale Einrichtung für die Vernetzung der zeitgenössischen Vorarlberger Architektur ist das 1997 in Dornbirn gegründete Vorarlberger Architektur Institut (VAI).
Im Werkraum Bregenzerwald arbeiten heimische Handwerker mit unterschiedlichen Techniken an verschiedenen Materialien. Der Werkraum Bregenzerwald ist ein öffentlich zugänglicher Ort. Er dient der Präsentation der handwerklichen Leistungen, der Förderung der Baukultur im Zusammenwirken mit Architekten sowie die Steigerung gestalterischer Kompetenz und handwerklicher Qualität unter bevorzugter Einbindung der Jugend.
Aktuelle zeitgenössische Architektur in Vorarlberg verbindet traditionelle Materialien, die die Vorarlberger natürlich umgeben, mit Nachhaltigkeit und modernen Ausdrücken. Beispiele sind:

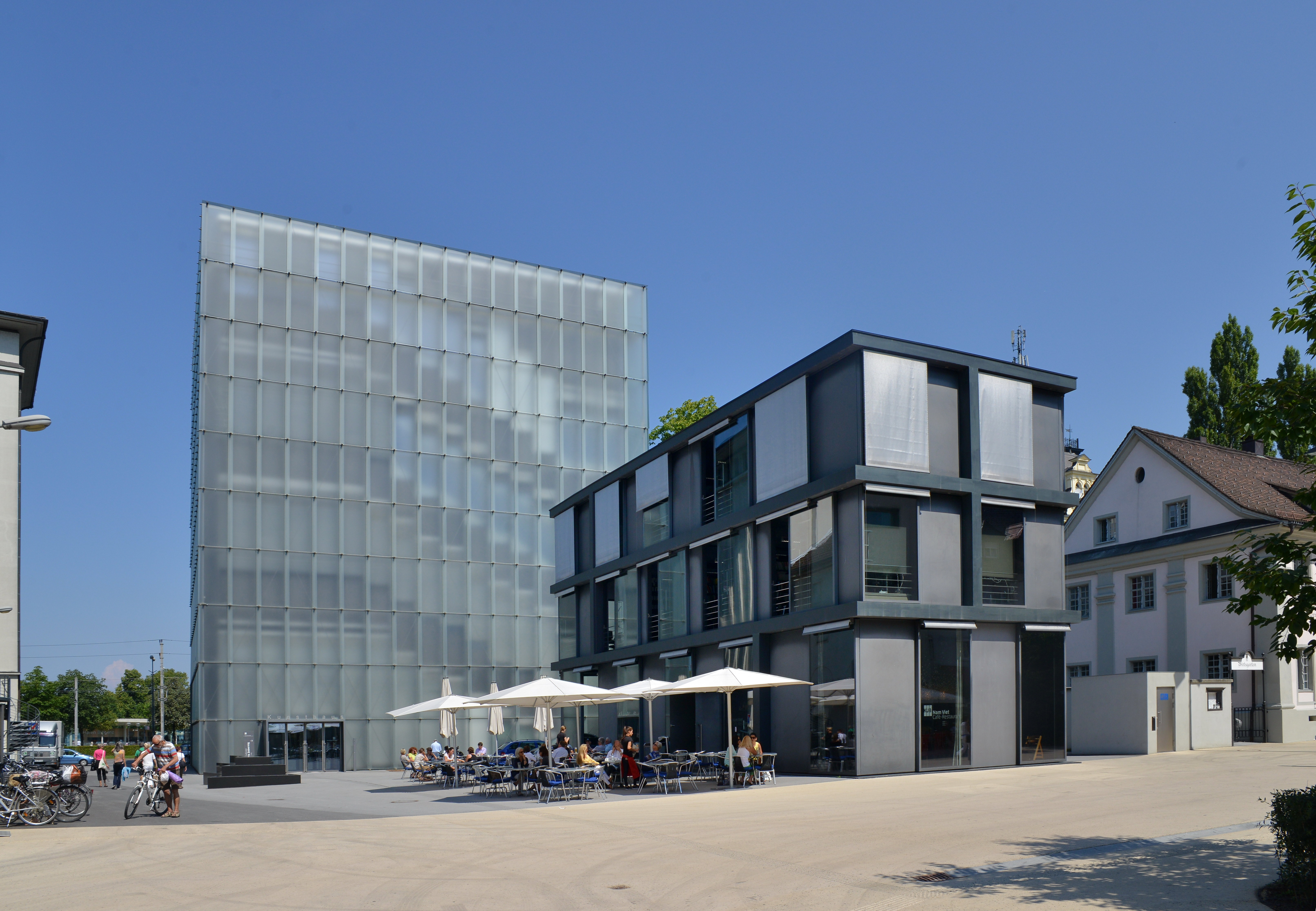
Kunsthaus Bregenz

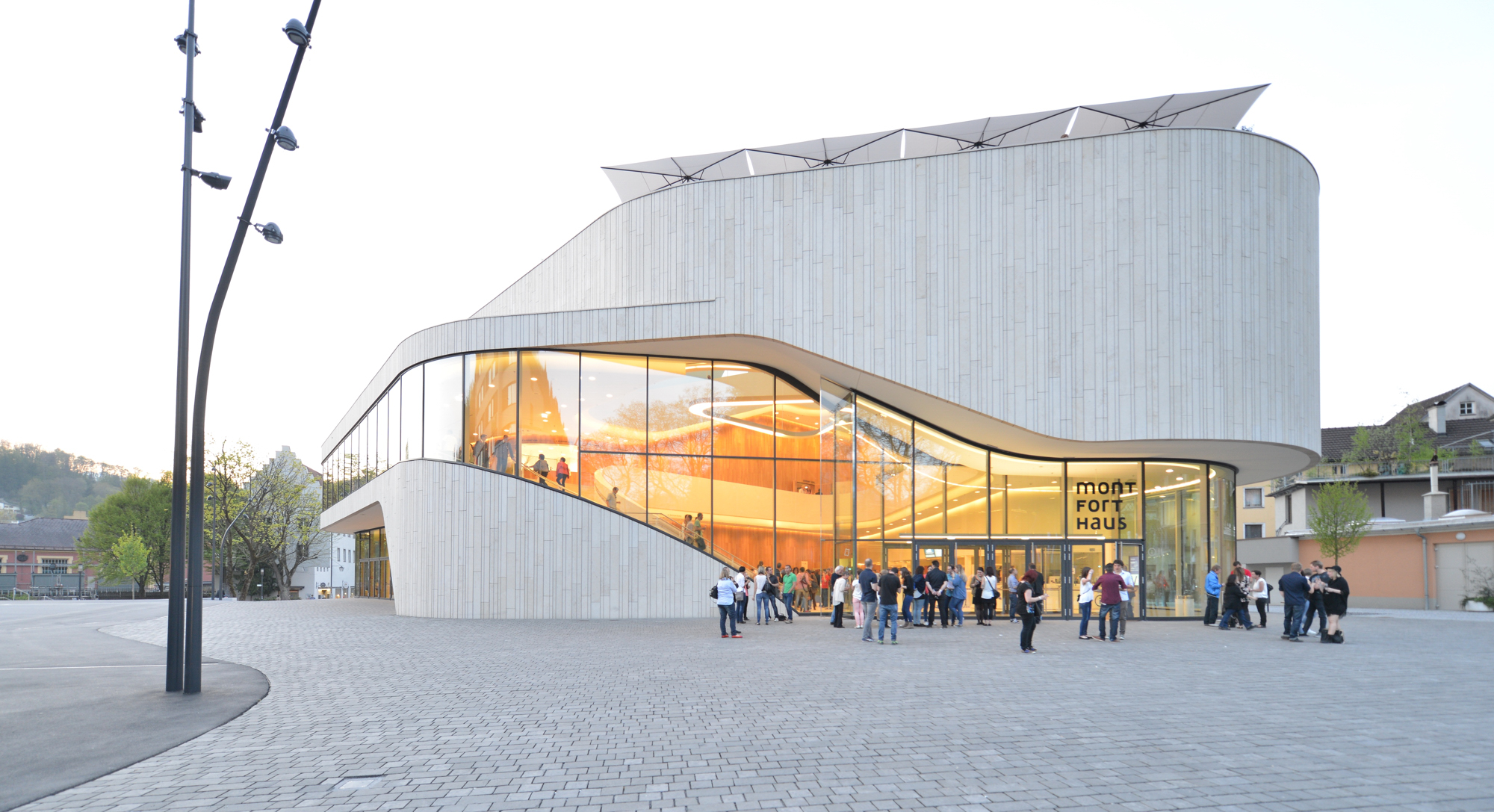
Das 2015 eröffnete Montforthaus in Feldkirch

- Das vorarlberg museum (Cukrowicz Nachbaur Architekten) wurde unter anderem mit dem International Architecture Award 2014, Best Architect’s Award 2014 in Gold, Vorarlberger Bauherrenpreis 2015, Österreichischer Museumspreis 2016 ausgezeichnet.[93]
- Das Kunsthaus Bregenz, erbaut vom Schweizer Architekten und Pritzker-Preisträger Peter Zumthor, bekam 1998 den Mies van der Rohe Award.
- Das Festspiel- und Kongresshaus in Bregenz wurde von Helmut Dietrich und Much Untertrifaller errichtet. 2007 wurde der International Architecture Award und 2010 der Vorarlberger Bauherrenpreis verliehen.[94]
- Das Montforthaus in Feldkirch ist ein weiteres Kongress- und Kulturhaus, geplant von der ARGE Hascher & Jehle und Mitiska Wäger Architekten. Der Vorarlberger Bauherrenpreis wurde 2015 und der Österreichische Staatspreis für Architektur und Nachhaltigkeit 2017 verliehen.[95]
- Auch das von Peter Zumthor gestaltete Werkraumhaus Bregenzerwald wurde mit dem Österreichischen Bauherrenpreis 2014 und 2015 prämiert. Darüber hinaus wurde das Gebäude in das UNESCO-Register für die Erhaltung des immateriellen Kulturerbe aufgenommen.[96]
- Der LifeCycle-Tower ONE (LCT ONE) in Dornbirn ist das weltweit erste mehrstöckige Hybrid-Passivhaus aus Holz mit einem modularen Bausystem. Es wurde 2012 fertiggestellt.[97]
- Beim Projekt BUS:Stop Krumbach haben sieben internationale Architekten zusammen mit lokalen Architekten, Handwerkern und der örtlichen Bevölkerung sieben außergewöhnliche Bushaltestellen in der Gemeinde Krumbach errichtet.[98]

### Sehenswürdigkeiten und Veranstaltungen

#### Museen
Zu den bekannten Museen in Vorarlberg zählen das Kunsthaus Bregenz, das vorarlberg museum in Bregenz, das Frauenmuseum Hittisau, das Jüdische Museum Hohenems, das FIS-Skimuseum Damüls und die inatura als naturkundliches Museum in Dornbirn.

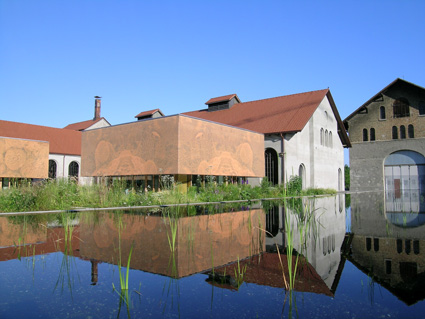
Das inatura-Museum
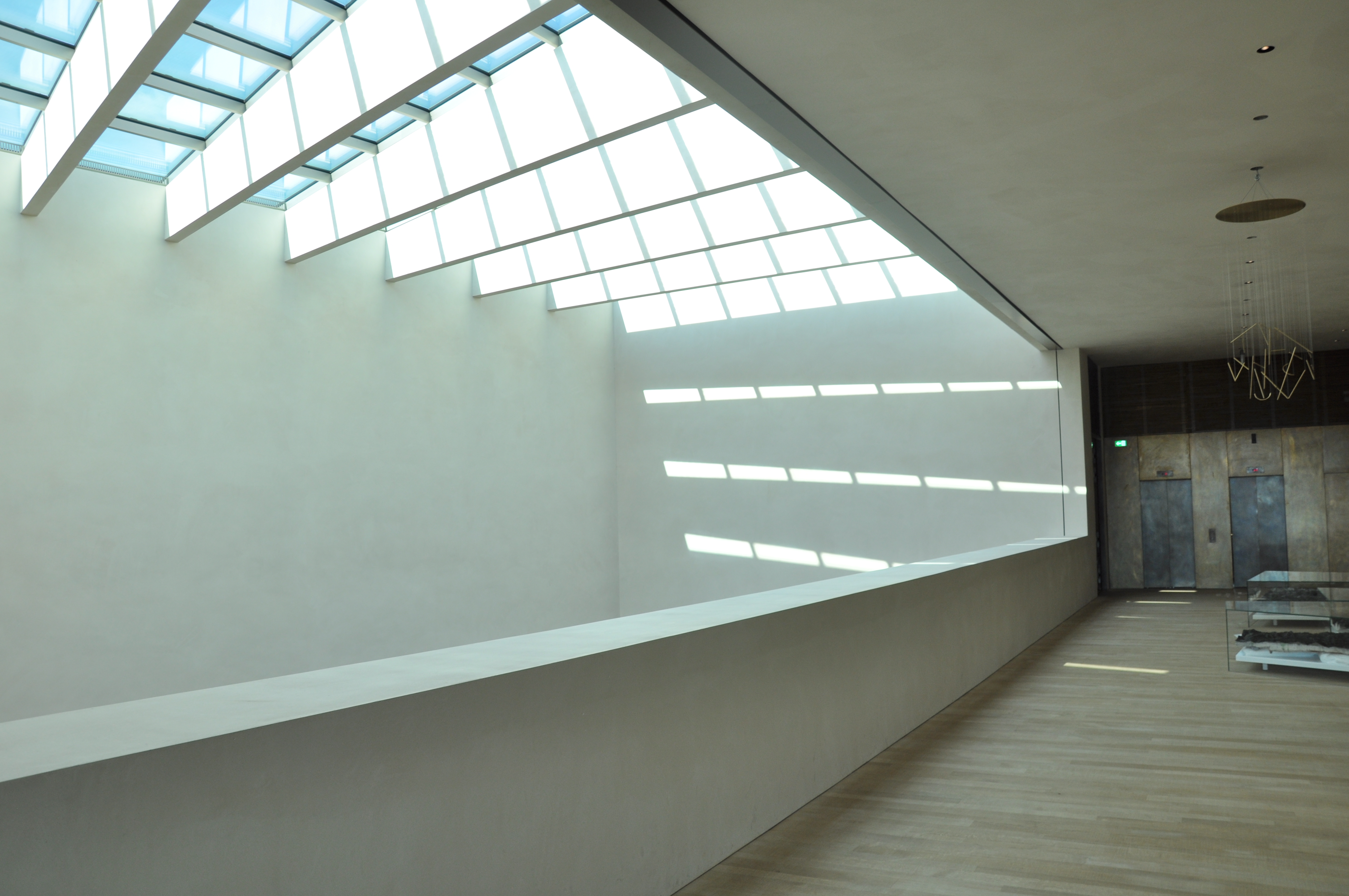
Das vorarlberg museum von innen
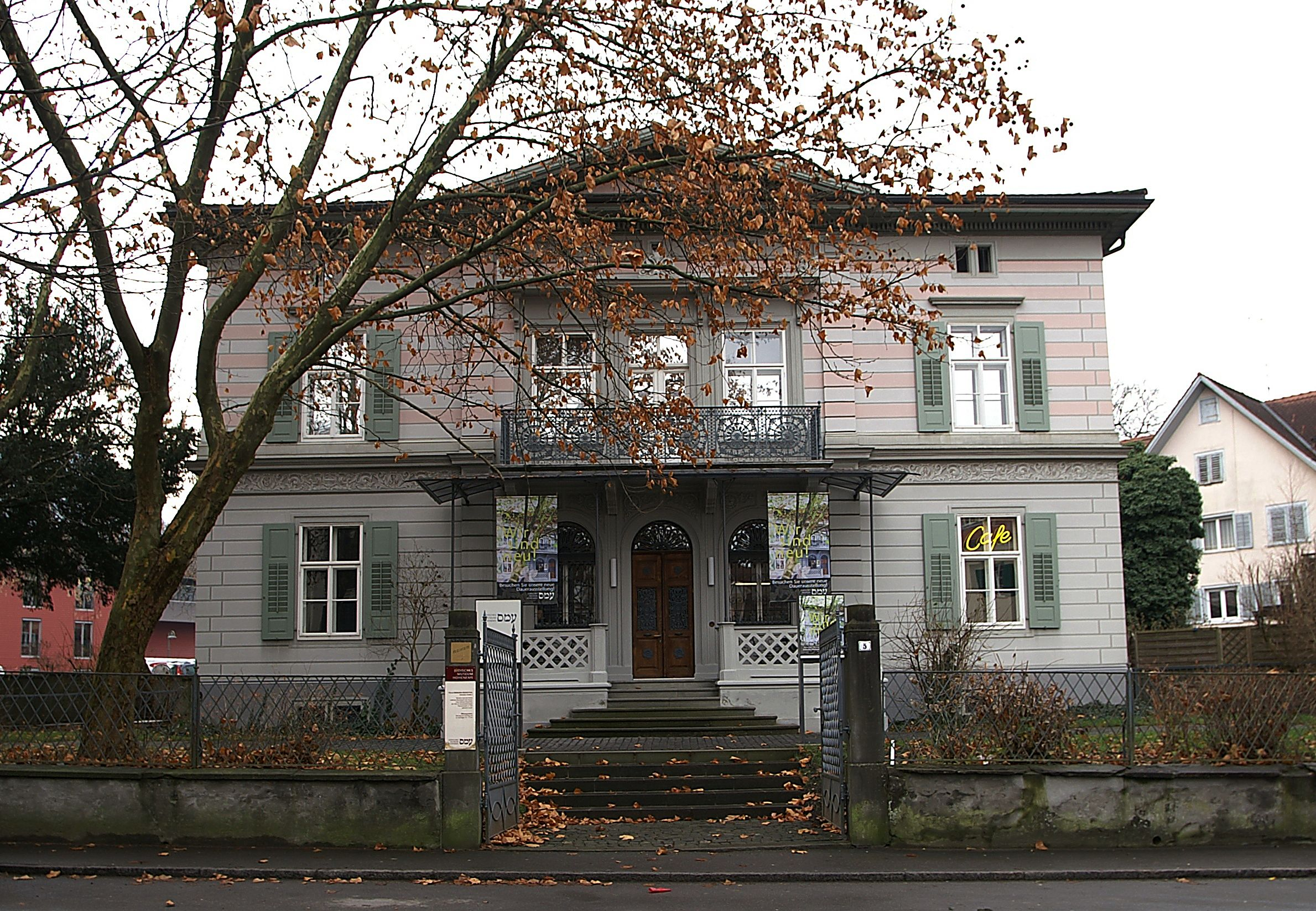
Jüdisches Museum Hohenems

#### Veranstaltungen
Die Bregenzer Festspiele sind das bekannteste Festival der Region und seit 1946 eines der kulturellen Highlights Österreichs. Sie finden jährlich im Juli und August statt. Mit Opern und Musicals wie Die Zauberflöte, West Side Story und Carmen ziehen die Bregenzer Festspiele jedes Jahr Hunderttausende Zuschauer an. Bemerkenswert ist die Seebühne, eine beeindruckende Bühne, die auf dem Bodensee schwimmt.

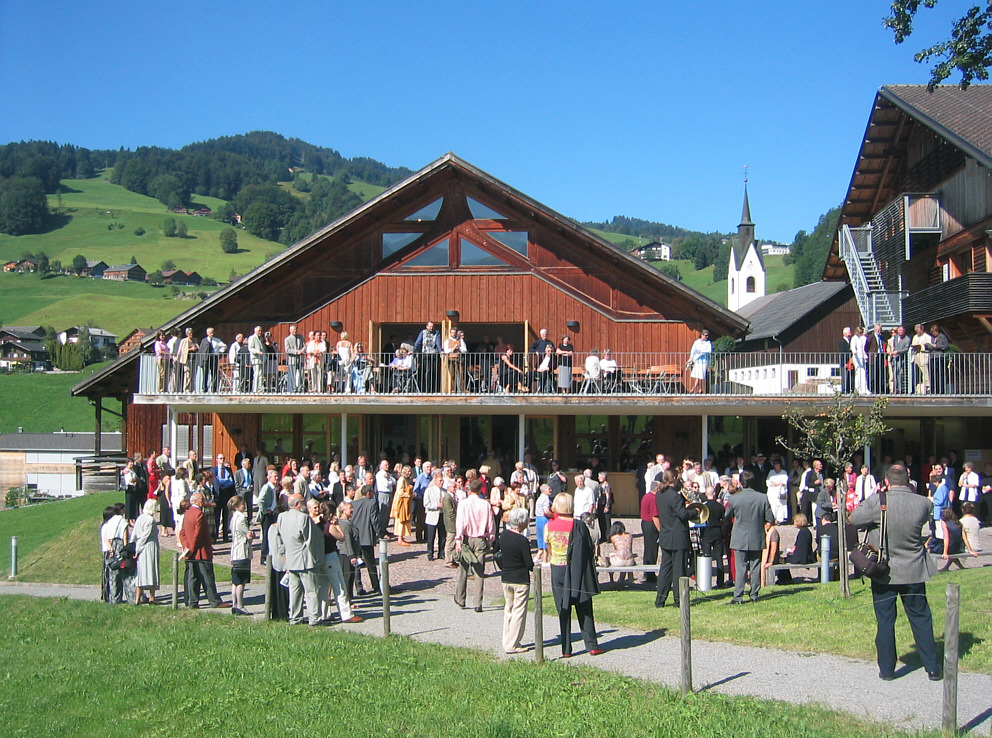
Eine Veranstaltung der Schubertiade 2004 in Schwarzenberg

Die alljährliche Schubertiade in Schwarzenberg ist das bedeutendste Franz-Schubert-Festival weltweit. Eine Schubertiade wird meist von Franz Schubert oder seinen Kompositionen dominiert. Es ist ein informelles Treffen, bei dem Gelegenheitsmusik von befreundeten Clubs oder Musikern gespielt oder rezitiert wird, sowohl auf professioneller als auch auf Amateurebene. Die erste Schubertiade fand 1976 in Hohenems statt.
Der Bregenzer Frühling ist ein Tanzfestival in Bregenz, das seit 1987 im Frühling stattfindet. Tanzensembles aus aller Welt führen ihre Neuproduktionen sowie österreichische Erstaufführungen auf. Jedes Jahr treten fünf verschiedene Tanzensembles auf.
Bei den Montafoner Resonanzen handelt es sich um eine Veranstaltungsreihe im Montafon, die jährlich an den Wochenenden im August und September stattfindet. Jedes Wochenende ist einem anderen Genre gewidmet (Klassik, Jazz, österreichische Volksmusik, Orgel, Cross-Over). Die Standorte variieren von Jahr zu Jahr. Die Gäste können Wandern und Essen mit den Konzerten verbinden, denn die musikalischen Darbietungen finden an außergewöhnlichen Orten wie etwa der Tübinger Hütte auf 2191 m ü. M. (Gaschurn) statt.
Das Poolbar-Festival ist ein modernes Musik- und Kulturfestival in Feldkirch. Sie findet jährlich zwischen Juli und August statt und zieht rund 20.000 Besucher mit Musik, Ausstellungen, Poetry-Slams, Mode und einem Architekturpreis an.
Das Literaturfest Kleinwalsertal ist ein Literaturfestival bestehend aus Vorträgen, Seminaren, Poetry-Slams und Ausstellungen und findet im Herbst statt.
Beim Lichtkunstfestival Lichtstadt Feldkirch beleuchten internationale Künstler die historische Altstadt von Feldkirch mit Lichtobjekten und Projektionen. Die Premiere fand 2018 statt und zog 30.000 Besucher an. Das Festival findet alle zwei Jahre statt.
Vorarlberg ist auch Gastgeber einer Vielzahl von Messen, Kongressen und Ausstellungen, darunter die Gesundheitsveranstaltung Medicinicum Lech, das Literaturfestival Literaricum Lech, das jährliche interdisziplinäre Symposium Philosophicum Lech sowie die Designmesse und das Festival POTENTIALe in Feldkirch.

#### Historische Stätten

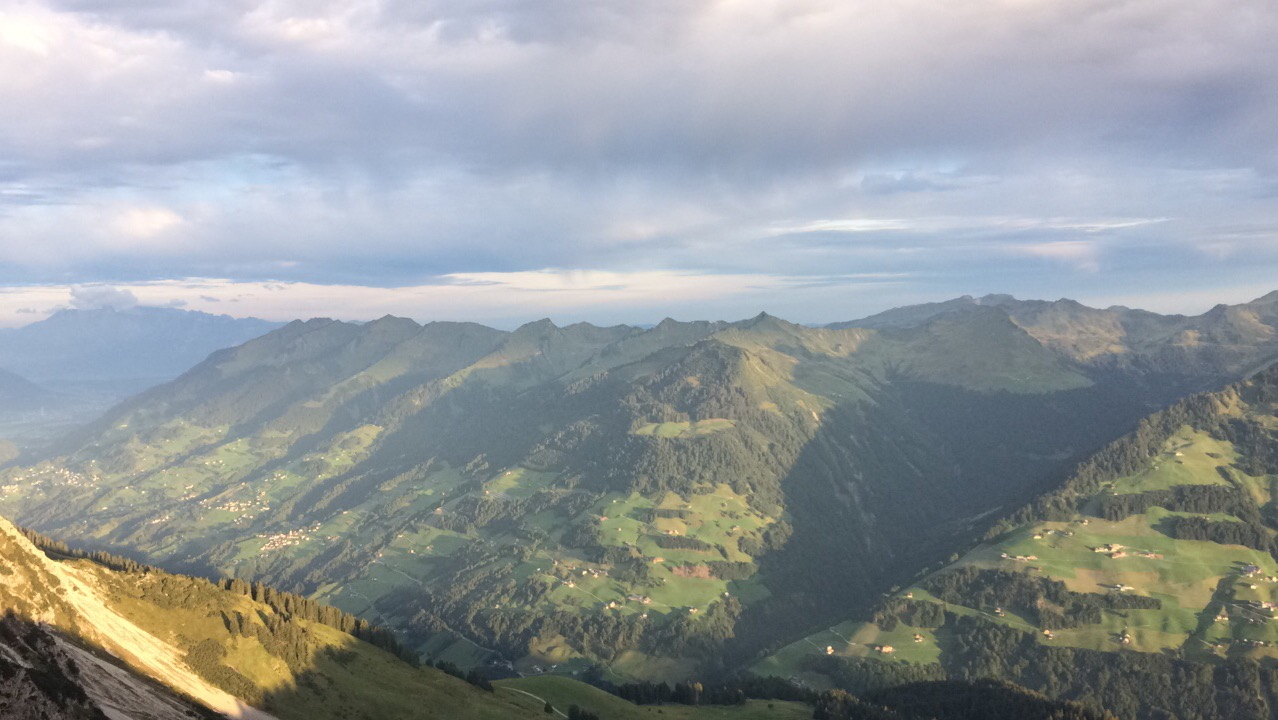
Blick auf den Biosphärenpark Großes Walsertal von der Alpe Steris

Sehenswürdigkeiten finden sich insbesondere in den Altstädten von Feldkirch, Bludenz und Bregenz. Auch im Bregenzerwald und im Montafon sind einige Gebäude zu finden, die auf der Liste der denkmalgeschützten Objekte stehen. In vielfältiger Weise zeugen historische Stätten überall in der Vorarlberger Landschaft über die Vergangenheit. Kleine Wallfahrtsorte sind Maria Bildstein im Bezirk Bregenz, die Propstei Sankt Gerold im Großen Walsertal sowie die Basilika in Rankweil.

#### Naturgebiete
Sehenswert sind die Landschaften und Seitentäler Vorarlbergs wie das Brandnertal, das Montafon, das Kleinwalsertal und der seit dem Jahr 2000 von der UNESCO anerkannte Biosphärenpark Großes Walsertal.

## Sportveranstaltungen

### Winter
Der Weiße Ring ist ein Skirennen in Lech am Arlberg. Der Weiße Ring ist mit 22 km der Wettbewerb mit der längsten Skistrecke der Welt (bestätigt durch die Guinness World Records im Jahr 2009). Das Rennen umfasst fünf Pisten, sechs Lifte und eine Langlaufloipe. Insgesamt werden bei diesem Rennen 5500 Höhenmeter überwunden.
In der Saison 2012/13 wurde der erste Snowboard-Weltcup im Montafon im Rahmen des FIS Snowboard-Weltcup ausgetragen. Der Weltcup findet alljährlich im Dezember im Montafon statt. Die Rennen finden im Skigebiet Silvretta Montafon statt, beginnen etwas unterhalb des Hochjochgipfels und enden in der Nähe der Bergstation der Seilbahn. Der Höhenunterschied zwischen Start und Ziel beträgt rund 200 m. Während des Weltcups können Besucher tagsüber den Snowboardern und Skifahrern zusehen und abends Konzerte in Schruns genießen.
Ebenfalls im Skigebiet Silvretta Montafon findet der Open Faces Freeride Contest statt. Die erste Auflage fand 2017 statt. Der letzte Open Faces Freeride Contest fand vom 24. bis zum 27. Februar 2022 statt. Der Contest war der erste Vier-Sterne-Qualifier der Saison 2022. Austragungsort ist die „Kleine Heimspitze“ auf rund 2420 m Seehöhe. Die Freeridepiste ist 450 m lang und hat eine Neigung von bis zu 60 Grad bei einem Höhenunterschied von 350 m.
2027 werden die Freestyle-Skiing und Snowboard-Weltmeisterschaften im Montafon ausgetragen werden.

### Sommer
Das Hypo-Meeting ist ein Leichtathletikwettkampf, der jährlich im Mai/Juni im Mösle-Stadion in Götzis ausgetragen wird. Sie wird vom Internationalen Leichtathletikverband (IAAF) organisiert und von der namensgebenden Hypo Vorarlberg Bank gesponsert. Die ersten Hypo-Meetings wurden ab 1975 als Wettbewerbe für Männer organisiert. 1981 kamen die Wettbewerbe der Frauen hinzu.
Der Montafon-Arlberg Marathon ist ein Bergmarathon mit 1500 Höhenmetern mitten im Europaschutzgebiet Verwall.
2007 war Dornbirn Gastgeber der 13. Weltgymnaestrada, an der rund 21.000 Turner aus 56 Verbänden teilnahmen. 2019 war Dornbirn erneut Gastgeber der Veranstaltung (siehe 16. Weltgymnaestrada).

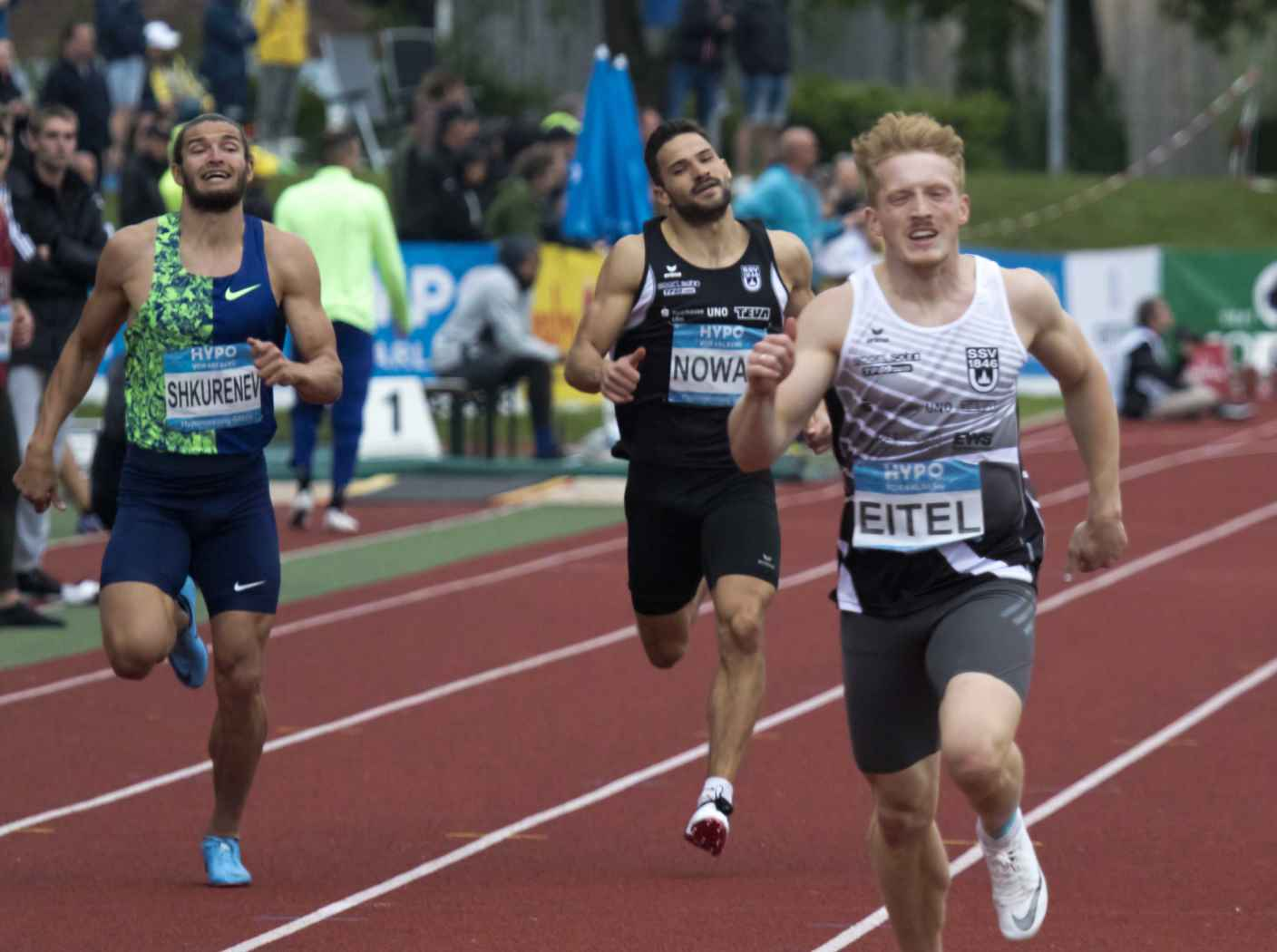
400-Meter-Lauf der Herren beim Hypo-Meeting 2019 in Götzis
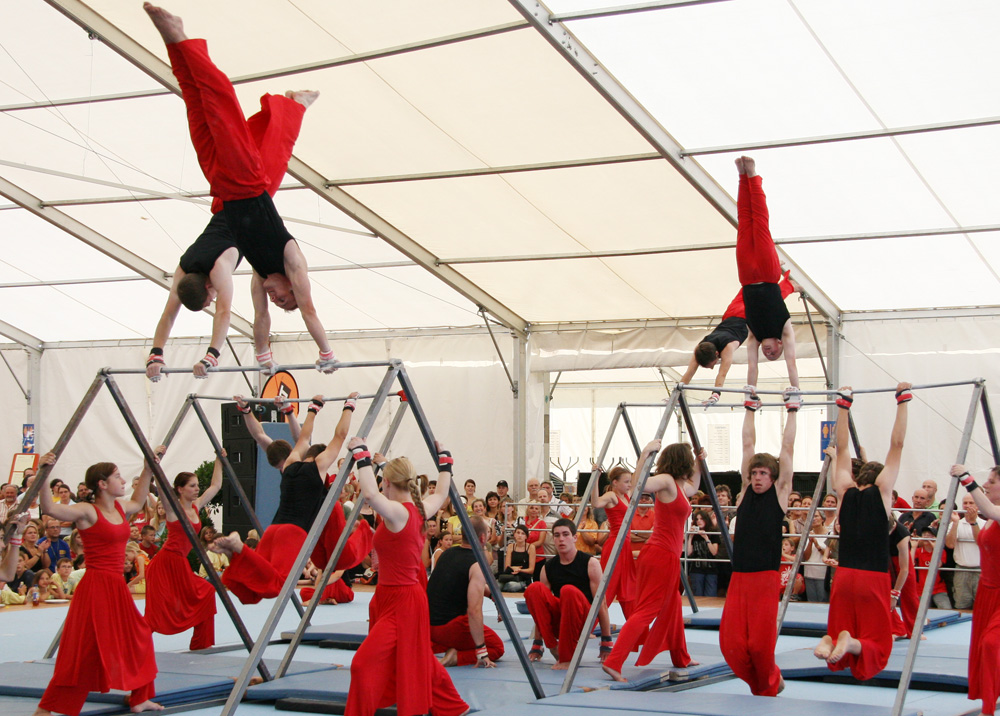
Vorführung der 13. Weltgymnaestrada 2007 in Dornbirn
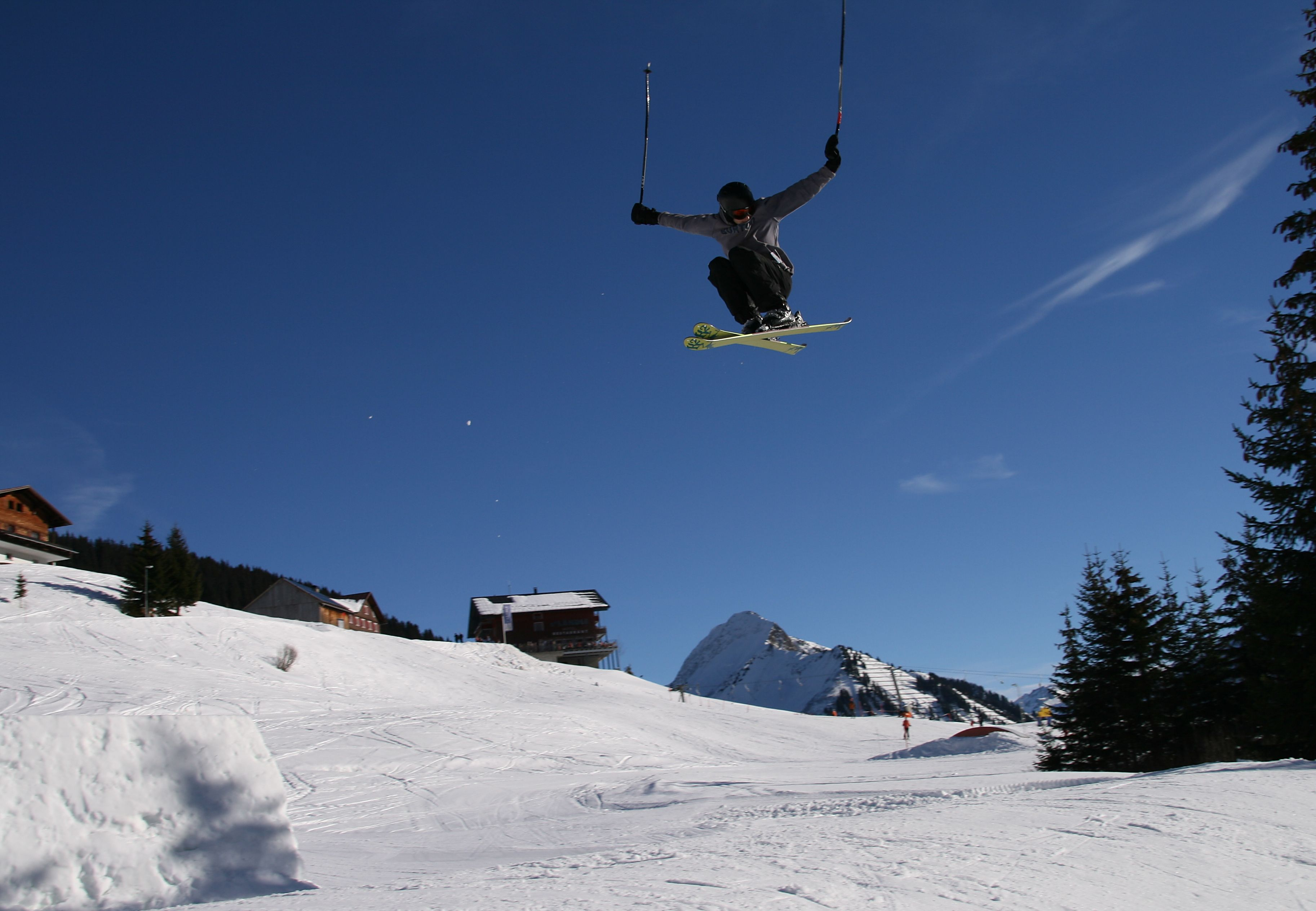
Ski-cross-Fahrer in Damüls